# Maria de Médici (série de Rubens)

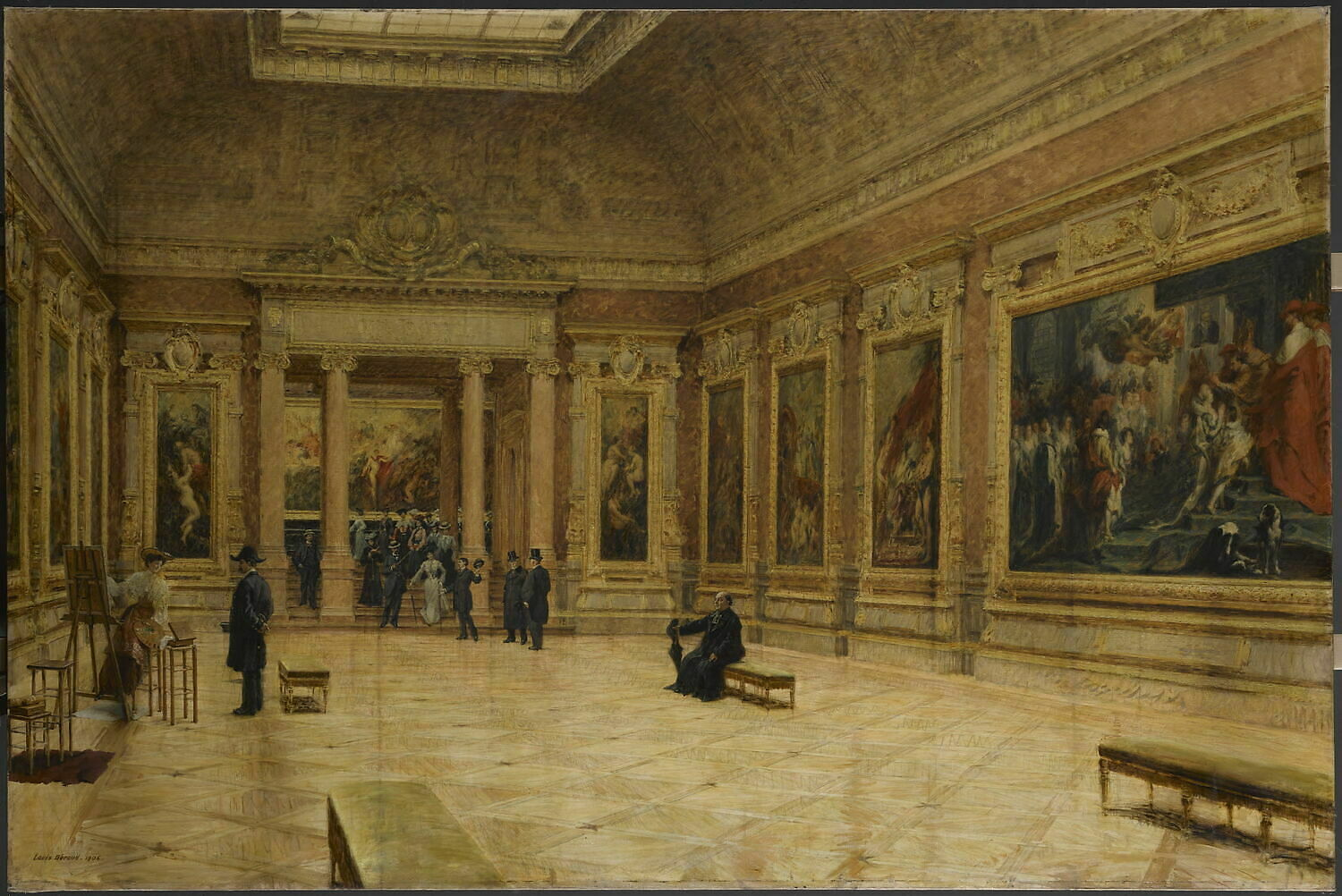
A sala de Rubens no Louvre (1904), de Louis Béroud, no Museu do Louvre.

A Série de Maria de Médici é um conjunto de vinte e quatro pinturas de Peter Paul Rubens encomendado por Maria de Médici, esposa de Henrique IV de França, para o Palácio do Luxemburgo em Paris. Rubens recebeu a encomenda no Outono de 1621, tendo os termos do contrato sido negociados no início de 1622, e devendo o projeto ser concluído em dois anos, coincidindo com o casamento da filha de Maria, Henriqueta Maria de França. Vinte e uma das pinturas retratam as próprias lutas e triunfos da vida de Maria, sendo os três restantes retratos de si mesma e dos seus pais. As pinturas estão atualmente expostas no Museu do Louvre em Paris.

## Encomenda
Existe muita especulação sobre as circunstâncias exactas em que Maria de Médici decidiu encomendar a Rubens a pintura de "um projeto tão grandioso, concebido em proporções verdadeiramente heróicas". John Coolidge sugere que o conjunto pode mesmo ter sido contratado para rivalizar com outra série famosa de Rubens, As tapeçarias Constantine, que ele projetou no seu estúdio, ao mesmo tempo das primeiras pinturas da série de Médici. Também tem sido sugerido que Rubens preparou uma série de esboços a óleo, a pedido de Luís XIII de França, filho de Maria de Médici e seu sucessor no trono, o que pode ter influenciado a Rainha a encomendar a série a Rubens no final de 1621. A imortalização da vida dela, no entanto, parece ser a mais evidente razão para a decisão da Rainha ter contratado um pintor capaz de executar uma tarefa tão exigente. Rubens já se havia firmado como pintor excepcional e também tinha a vantagem de manter laços estreitos com várias pessoas importantes da época, incluindo a irmã de Maria de Médici, a mulher de um dos primeiros patronos importantes de Rubens, o Duque de Gonzaga. Os termos do contrato que Rubens assinou não são muito detalhados e incidem principalmente sobre o número de pinturas da série dedicadas à vida da Rainha, e são muito menos específicos quando se trata de elogiar o seu marido Henrique IV. O contrato estabelecia que Rubens deveria pintar todas as figuras, o que presumivelmente lhe permitiu empregar assistentes para os fundos e os detalhes.

## Maria de Médici

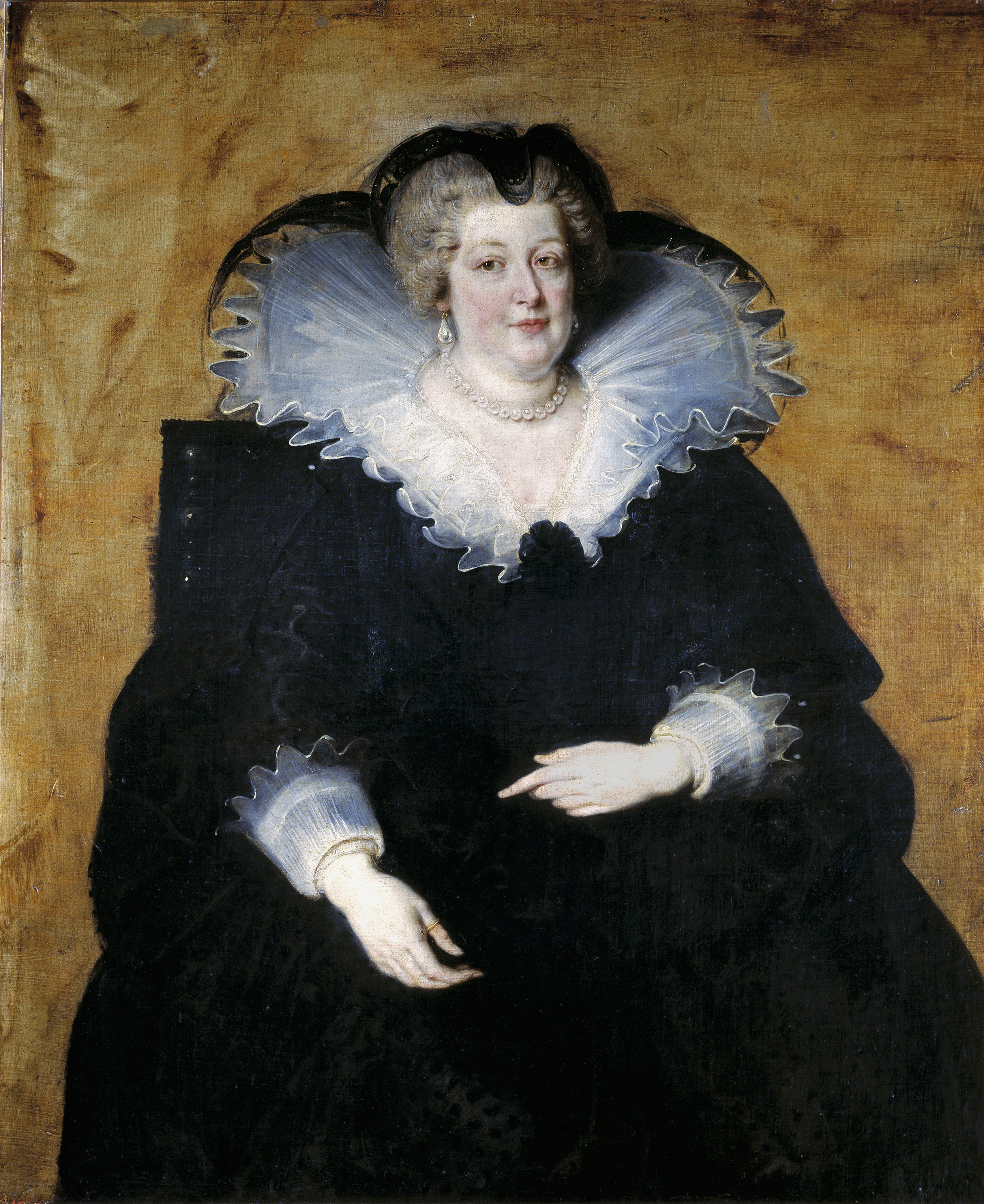
Retrato de Maria de Médici (1622), Rubens, Museu do Prado.

Maria de Médici foi a segunda esposa do rei Henrique IV de França, casados por procuração em 5 de outubro de 1600, sendo ela representada pelo seu tio Fernando I, grão-duque da Toscana. Quando Henrique foi assassinado em 1610, o seu filho e sucessor ao trono Luís XIII tinha apenas oito anos de idade. E assim, Maria, mãe de Luís, tornou-se a regente do reino, conforme estabelecia a lei sálica dos Francos em caso de menoridade do rei. No entanto, mesmo após Luís ter atingido a maioridade aos treze anos, em 1614, a rainha continuou a governar. Em 1617, com a idade de quinze anos, Luís XIII decidiu finalmente reinar tendo a rainha sido exilada para Blois.
A reconciliação entre Luís e a sua mãe aconteceu ao fim de quatro anos e, em 1621, Maria foi autorizada a regressar a Paris. Após o regresso, Marie centrou-se na construção e decoração do Palácio do Luxemburgo, um enorme empreendimento em que Peter Paul Rubens desempenhou um papel fundamental. Rubens, que era então pintor to the Ducado de Mântua governado por Vicente I Gonzaga, tinha encontrado Maria pela primeira vez no casamento dela por procuração em Florença em 1600. Em 1621, Maria de Médici encomendou a Rubens duas grandes séries de pinturas que representassem a vida dela própria e do seu falecido marido, Henrique IV, para enfeitar ambas as alas do primeiro andar do Palácio de Luxemburgo.
A primeira série de 21 quadros retrata a vida de Marie em termos principalmente alegóricos, e foi concluída no final de 1624, para coincidir com as celebrações do casamento da sua filha, Henriqueta Maria com Carlos I da Inglaterra em 11 de maio de 1625. A série de pinturas dedicadas à vida de Henrique IV não foi concluída, embora haja alguns esboços preliminares. (Ver Série de Henrique IV abaixo). O fato da série sobre Henrique IV não ter sido realizaɖ pode ser atribuída em parte a Maria de Médici ter sido permanentemente banida de França pelo seu filho em 1631. Ela fugiu para Bruxelas, tendo morrido no exílio em 1642 na casa em que a família de Peter Paul Rubens ocupara cinquenta anos antes.
Ainda que esta série tenha sido uma das primeiras grandes encomendas de Rubens, revelou-se difícil a pintura da vida de Maria de Médici. Rubens teve a tarefa de criar vinte e uma pinturas sobre uma mulher cuja vida poderia ser enquadrada pelo seu casamento com Henrique IV e o nascimento dos seus seis filhos, um dos quais morreu na infância. Nesta época, as mulheres, em geral, não recebiam tais tributos laudatórios, embora Rubens tivesse a mestria para a tarefa e um grande respeito pelas "virtudes do sexo oposto", como se viu nas encomendas para a arquiduquesa Isabella. Além disso, ao contrário do marido, a vida de Maria não foi agraciada nem com vitórias retumbantes nem pontuada por inimigos subjugados. Em vez disso, as implicações de escândalo político na sua vida tornaram qualquer representação literal dos acontecimentos demasiado controversa para que Rubens as executasse sem incorrer na desaprovação de membros da corte. Longe de falhar, Rubens demonstrou o seu conhecimento impressionante da literatura clássica e das tradições artísticas, usando representações alegóricas tanto para glorificar os aspectos mundanos como com sensibilidade ilustrar os acontecimentos menos favoráveis da vida de Maria. Nos séculos XVI e XVII, a iconografia do mundo cristão, assim como a dos panteões grego e romano, era conhecida por artistas e cidadãos cultos, sendo um artifício comum usada pelos artistas. Rubens pintou imagens extravagantes da Rainha Mãe cercada por deuses antigos e às vezes até divinizada usando este artifício. A ambiguidade das figuras foi essencialmente utilizado para representar Maria numa ótica positiva.
A encomenda Médici de Rubens foi uma inspiração para outros artistas, em especial para os pintores franceses Jean-Antoine Watteau (1684–1721) e François Boucher (1703–1770) que criaram cópias da série Médici.

## Rubens

Autorretrato (1628-1630), Peter Paul Rubens, Casa de Rubens, Antuérpia.

Peter Paul Rubens (1577–1640) foi um artista muito influente no Norte da Europa, considerando-se amplamente que desempenhou um papel importante na definição do estilo e linguagem visual do seu tempo. Como supervisor ou criador de mais de três mil peças de xilogravura, gravura e pintura em vários tipos de material, nas obras de Rubens incluem-se pinturas históricas, religiosas e alegóricas, retábulos, retratos e paisagens. Ele é especialmente conhecido pela sua representação de figuras humanas, de tecidos exuberantes e ricamente coloridos e de temas bem tratados frequentemente derivados de ambas as tradições clássica cristã.
Os estudos de Rubens dos textos clássicos, em grego e latim, influenciaram a sua carreira e destacam-no dos outros pintores do seu tempo. No início da sua carreira, Rubens estudou com artistas flamengos como Otto van Veen, mas as influências mais notáveis nele ocorreram quando esteve em Itália, onde estudou a escultura antiga e as obras de Michelangelo, Rafael, Caravaggio, Ticiano e Veronese. Foi em Itália que começou a fazer cópias de escultura clássica, como o Grupo de Laocoonte, e a coligir desenhos de outros artistas. No entanto, Rubens foi também um ávido colecionador tanto de reproduções como de trabalhos originais, não só dos mestres da Renascença italiana, como também e predominantemente dos seus contemporâneos, tendo mais gravuras do seu contemporâneo Adriaen Brouwer do que de qualquer outra das suas influências italianas ou contemporâneas, embora se diga que a atenção e preocupação de Rubens pela carreira de Brouwer pode ter sido a causa determinante para a sua coleção das obras de Brouwer. Este registo da história gráfica e das influências dos seus contemporâneos, alguns dos quais se tornaram amigos durante toda a vida, acabariam por deixar ao longo da vida uma marca na obra de Rubens.
Quando recebeu a encomenda da série de Maria de Médici, Rubens era muito possivelmente o mais famoso e hábil artista no Norte da Europa, e era especialmente apreciado pelas suas monumentais obras religiosas, encomendadas por vários autarcas e igrejas da região. No entanto, a encomenda de Médici foi tida por Rubens como uma oportunidade de aplicar as suas competências num ambiente secular. Os benefícios da encomenda de Maria de Médici iriam estender-se pela restante carreira de Rubens. Ele continuou a desenvolver e divulgar a sua competência, mas as semelhanças que existem em obras posteriores, tais como em componentes e temas estilísticos, refletem inegavelmente a influência das séries Médici.

## As Pinturas
Originalmente, os quadros estiveram pendurados no sentido dos ponteiros do relógio por ordem cronológica, decorando as paredes de uma sala de espera do apartamento real de Maria de Médici no Palácio de Luxemburgo. As pinturas estão actualmente expostas na mesma ordem no Louvre. Há também a ideia de que Maria tinha imaginado as pinturas a serem vistas alternadamente, da esquerda para a direita, de modo que o espectador curioso tivesse que cruzar a galeria. Coolidge também considera que Maria imaginou os assuntos apresentados aos pares, ou em grupos. Neste caso, a biografia gráfica de Maria seria dividida em três capítulos principais: infância, a vida como rainha casada, e a regência como viúva. Todos os quadros têm a mesma altura, embora variem em largura, a fim de se ajustarem às dimensões da sala a que se destinavam. As dezasseis pinturas que cobriam as paredes compridas da galeria mediam cerca de quatro metros de altura por três metros de largura, e as três pinturas maiores no final da sala medem quatro metros de altura por sete metros de largura.

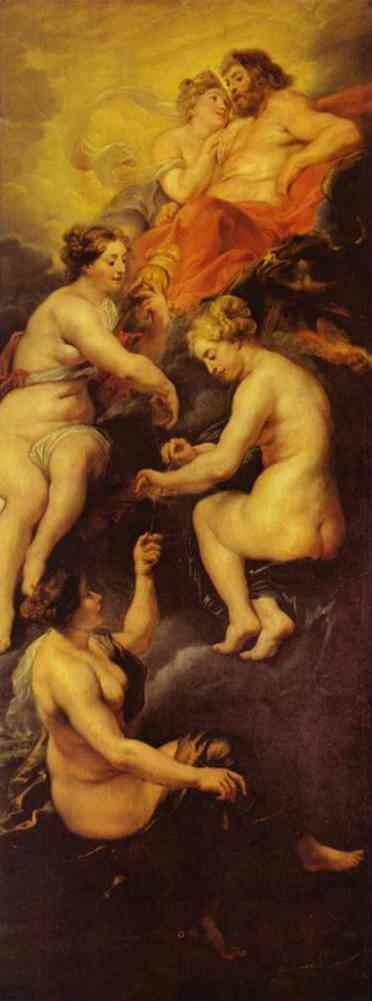
O Destino de Maria de Médici

Originalmente, o espectador teria entrado na galeria no canto sudeste. As obras mais visíveis neste ângulo eram A Coroação em Saint Denis e A morte de Henrique IV e a Proclamação da Regência. A série começava na parede da entrada, com imagens da infância de Maria e do seu casamento com  Henrique IV. Quatro das pinturas são dedicadas ao casamento, possivelmente porque o casamento aos vinte e sete anos era uma idade relativamente avançada para uma mulher naquela época. Esta metade termina com a representação da coroação de Maria. A parede oposta à entrada da galeria apresenta a imagem do assassinato de Henrique IV, bem como a proclamação da regência de Maria enquanto viúva. A partir daí, a segunda metade da série de Rubens começa a abordar as questões mais controversas do reinado de Maria. Por exemplo, tanto a desavença como a reconciliação com o seu filho Luís XIII são temas que Maria de Médici encomendara a Rubens que pintasse para esta galeria.
O período histórico a que as pinturas respeitam foi de turbulência política e Rubens procurou não ofender o monarca francês reinante. Rubens, portanto, virou-se para alusões mitológicas, referências emblemáticas, personificações de vícios e virtudes e analogias religiosas para encobrir uma realidade frequentemente comezinha ou ambígua. Neste contexto a abordagem de Rubens à verdade histórica pode aparecer seletiva ou, pior, desonesta, mas ele não era nem um historiador no sentido moderno, nem um jornalista; a série de Medici não é uma reportagem, mas antes uma transformação poética.
Como fonte narrativa para a série da Maria de Médici, Rubens usou um antigo género de escrita com o qual a realeza ideal e o bom governo eram descritos. Este género de escrita é chamado de Panegírico. Textos panegíricos foram escritos geralmente durante importantes acontecimentos políticos, como o nascimento de um príncipe, e eram usados para exaltar as qualidades e antecedentes de um monarca. Nos escritos panegíricos segue-se uma estrutura cronológica formal detalhando a ascendência, nascimento, educação e vida do indivíduo. Rubens seguiu esta estrutura na sua série de pinturas sobre Maria de Médici.
O preço da Série de Maria de Médici foi de aproximadamente 24.000 florins para os 292 metros quadrados pintados, o que dá cerca de 82 florins, ou 1.512 dólares, por metro quadrado.

### O Destino de Maria de Médici
A primeira pintura do conjunto, O Destino de Maria de Médici, é uma composição das três Parcas em espiral nas nuvens abaixo dos deuses supremos Juno e Júpiter.
As Parcas estão apresentadas como deusas nuas e belas desfiando o fio do destino de Maria de Médici; a presença delas no nascimento de Maria garante-lhe prosperidade e sucesso enquanto governante o que é revelado nos quadros seguintes da série.
Nas mitologias grega e romana, uma das Parcas desfia o fio da vida de um mortal, a outra mede o seu comprimento, e a terceira corta-o o que define o tempo de vida dessa pessoa. No quadro de Rubens, contudo, a tesoura necessária para este corte é omitida, sublinhando o carácter privilegiado e imortal da vida da Rainha. O último quadro da série, em conformidade com este tema, representa Maria subindo até ao seu lugar como rainha do céu, tendo alcançado o grande objetivo da sua vida, ou seja o da imortalidade através da fama eterna.
As primeiras interpretações referiam a presença de Juno na cena pela sua identidade como deusa das parturientes. Interpretações posteriores consideraram, contudo, que Rubens usou Juno para representar o alter ego, ou avatar, de Maria de Médici, ao longo da série. Neste sentido Júpiter corresponderia a uma alegoria de Henrique IV, o marido promíscuo.

### O Nascimento da Princesa

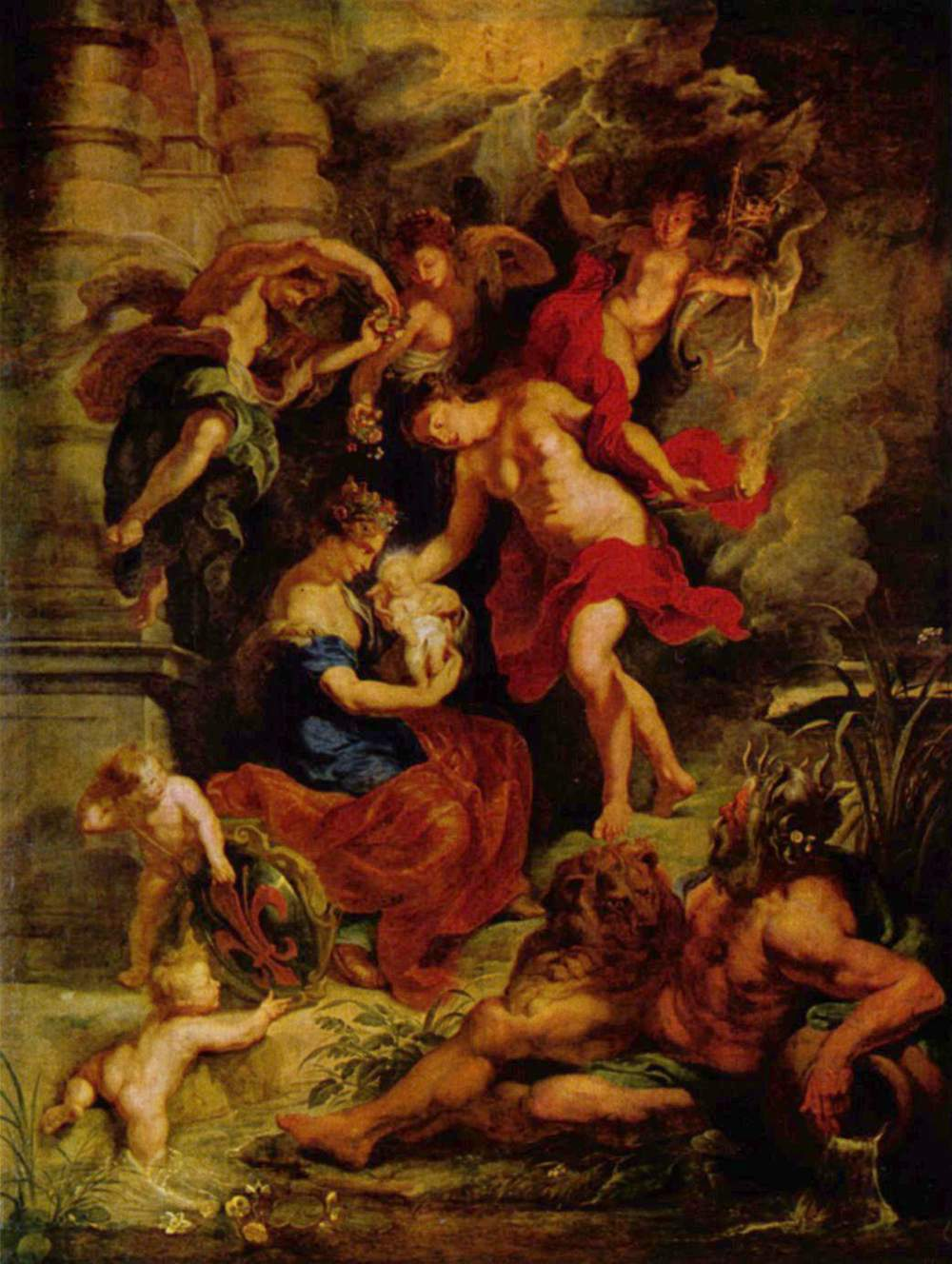
O Nascimento da Princesa, em Florença a 26 de Abril de 1573.

A segunda pintura do conjunto, O Nascimento da Princesa, representa o nascimento de Maria a 26 de Abril de 1573. Símbolos e alegorias aparecem em toda a pintura. À esquerda, dois putti brincam com um escudo em que aparece o brasão dos Médici, sugerindo que o Céu favoreceu a jovem Médici desde o momento do seu nascimento. O deus do rio no canto inferior direito da pintura é uma provável alusão ao Rio Arno que passa em Florença, cidade onde nasceu Maria.
A cornucópia nas mãos de outro putto acima da recém-nascida pode ser interpretada como um prenúncio do futuro de glória e fortuna de Maria; o leão pode ser visto como um símbolo de poder e força. Por sua vez, o halo brilhante em torno da cabeça da criança não deve ser entendido como uma referência a imagens cristãs, mas relativo à iconografia imperial que usa o halo como uma indicação da natureza divina da rainha e do seu futuro reinado.
Embora Maria tenha nascido sob o signo do Touro, na pintura aparece  Sagitário que pode ser visto como um guardião do poder imperial.

### A Educação da Princesa

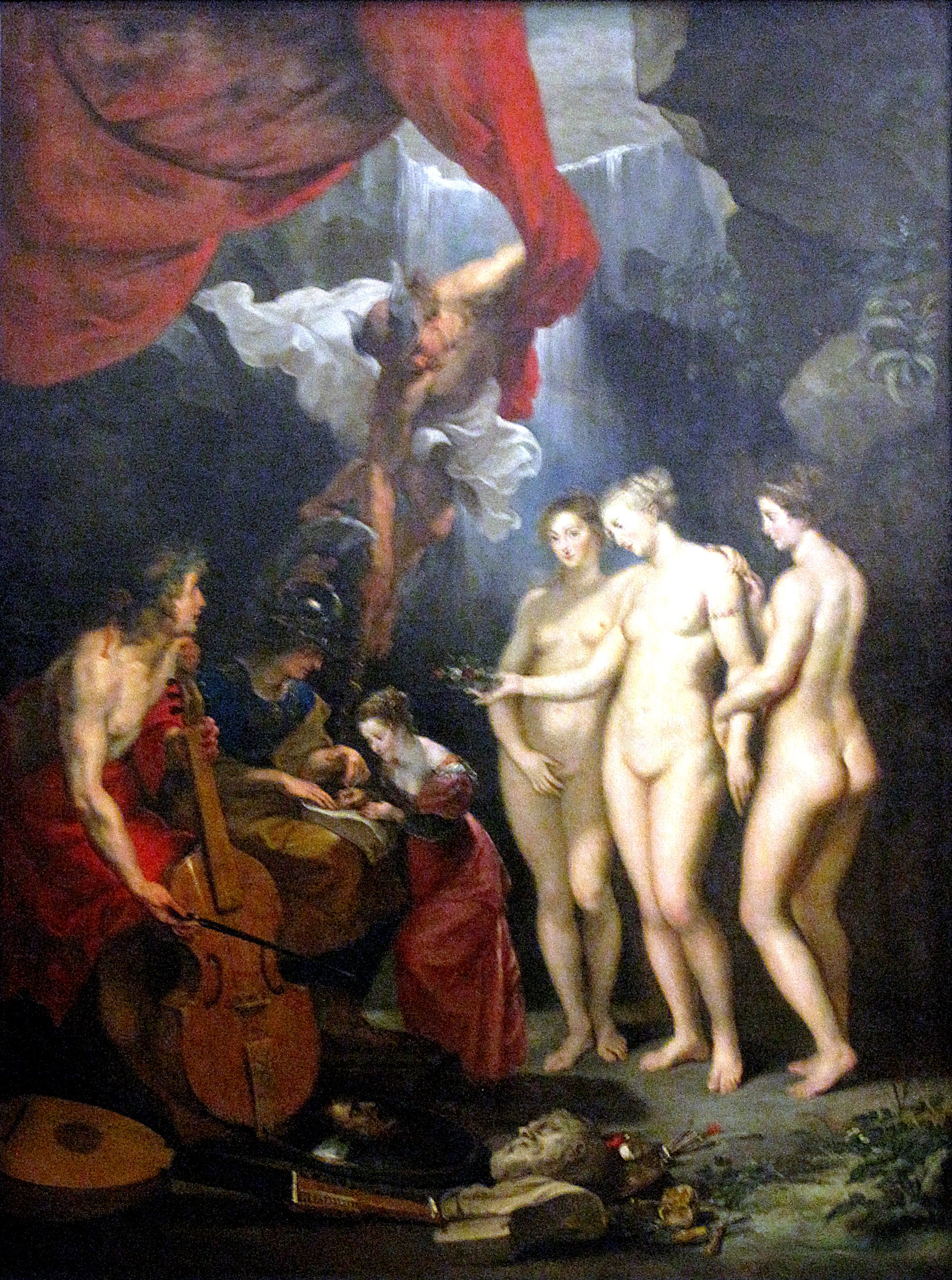
A Educação da Princesa (1622–1625)

A Educação da Princesa (1622–1625) mostra uma Maria de Médici já crescida a estudar. À sua educação é dada uma graça divina pela presença de três deusesː Apolo, Atena e Hermes. Apolo est̟á associado à arte, Atena à sabedoria e Hermes é o deus mensageiro para a fluência e compreensão da linguagem. Hermes surge teatralmente em cena trazendo, literalmente, um presente dos deuses, o caduceu. Pensa-se geralmente que Hermes dota a princesa com o dom da eloquência, que acompanha o dom da beleza dado pelas Graças. No entanto, o caduceu, que se vê em outras seis pinturas da série, tem sido também associado à paz e harmonia. O objeto pode ser visto como o prenúncio do reinado pacífico de Maria.
Pode ser interpretado como o esforço conjunto destes professores divinos na preparação idílica de Maria para as responsabilidades que ela vai assumir no futuro, e as exigências e atribulações que ela terá de enfrentar como rainha. Mais importante ainda, também tem sido sugerido que os três deuses oferecem como presente a sua orientação o que permite que a alma seja "libertada pela razão" e ganhe o conhecimento do que é "bom", o que revela a ligação divina entre os deuses e a futura Rainha.
A pintura apresenta uma embelezada colaboração barroca entre as entidades espirituais e terrestres, o que é expresso num ambiente cénico. Sendo mais do que apenas símbolos estáticos, as figuras retratadas assumem um papel activo na educação dela. Também presentes estão as Três Graças, Eufrosina, Aglaia, e Tália, dando-lhe a beleza.

### A Apresentação do Retrato a Henrique IV

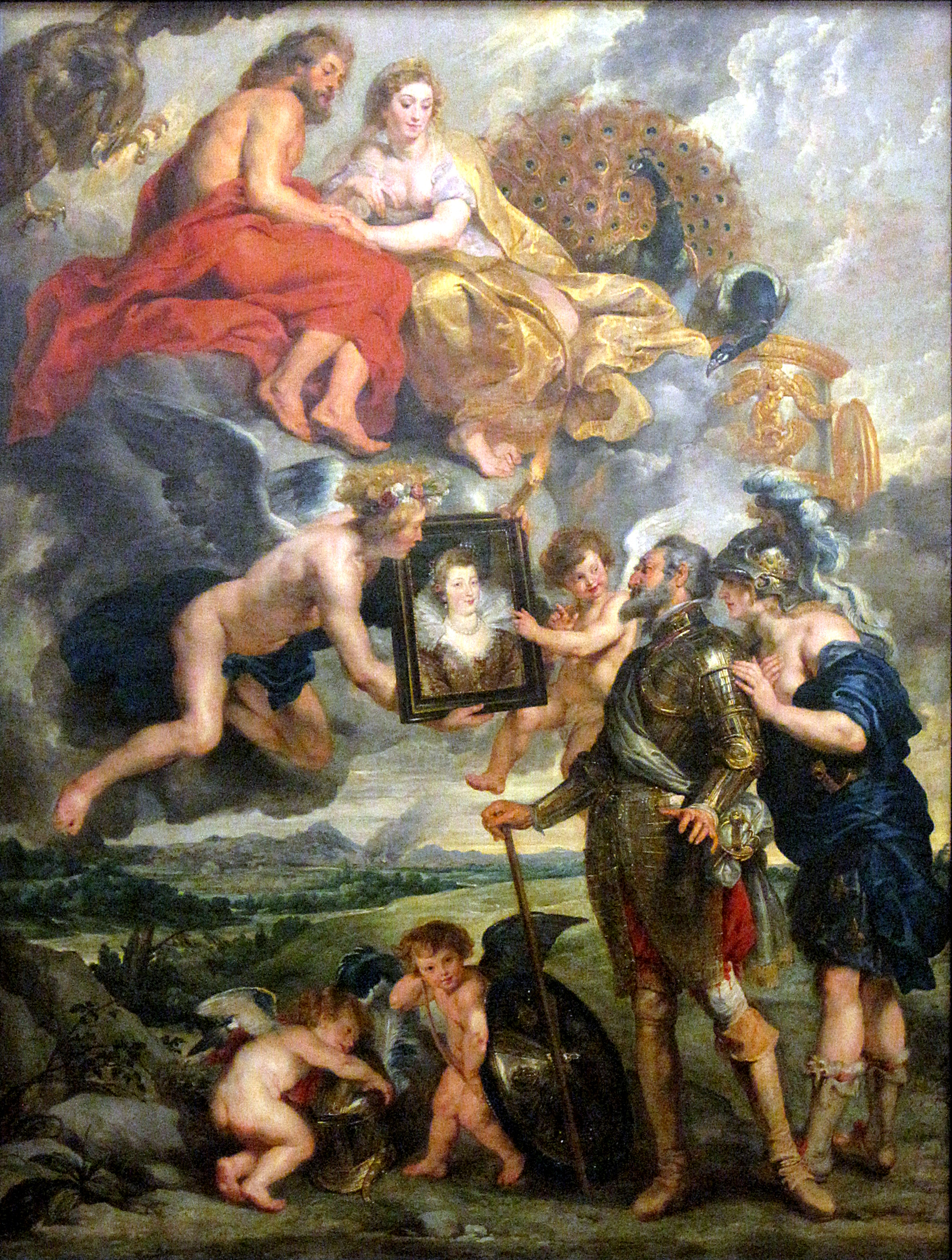
A Apresentação do Retrato a Henrique IV

Para apreciar e valorizar plenamente este quadro, em particular, e a série, como um todo, há um princípio histórico a ter em conta. Esta pintura foi criada no auge da época do absolutismo e, como tal, é preciso recordar que a realeza era considerada acima da existência terrena. Assim, desde o nascimento, Maria teria levado uma vida mais ornamental do que mortal. Esta pintura de deuses clássicos, juntamente com personificações alegóricas, mostra apropriadamente ao espectador quão fundamental era esta ideia.
Tal como Tamino em A Flauta Mágica, Henrique IV, apaixona-se por uma imagem pintada. Com Cupido a ajudá-lo, Himeneu, o deus do casamento, apresenta num quadro a princesa Maria ao seu futuro rei e marido. Enquanto isto, Júpiter e Juno estão sentados por cima nas nuvens olhando para baixo para Henrique dando ao espectador um exemplo de harmonia conjugal e assim demostrando a sua aprovação para o casamento.
A personificação da França foi colocada atrás de Henrique, com um elmo emplumado e pousando em apoio a sua mão esquerda no ombro do rei, compartilhando a admiração pela futura soberana. Rubens tinha um modo muito versátil de representar o género da França em muitas das pinturas desta série. Neste caso, a França assume um papel andrógino sendo simultaneamente homem e mulher. O gesto íntimo da França pode sugerir uma proximidade entre Henrique e o seu país. Este gesto seria usualmente partilhado entre companheiros masculinos transmitindo confidências entre si. A forma como a França está vestida mostra a sua feminilidade na parte superior revelando os seus seios e na forma como a capa está em sua volta dando uma ideia de classicismo. No entanto, a sua metade inferior, especialmente pelas suas pernas expostas e pelas botas romanas, sugere masculinidade. Na história das imagens, a postura e a força das pernas expostas era um sinal de força do sexo masculino. Esta conexão entre o par mostra que não só os deuses estavam a favor do enlace, como também o Rei tinha a aprovação do seu povo.
Na negociação do casamento entre Maria de Médici e Henrique IV, foram trocados entre os dois alguns retratos.  Ao rei agradava-lhe as feições dela, e quando a viu pessoalmente ainda ficou mais impressionado
do que com os retratos dela. Houve a aprovação generalizada do casamento, tendo o papa e muitos nobres florentinos poderosos foram defensores do casamento e procuraram convencer o rei de França dos benefícios de uma tal união que se formalizou por procuração a 5 de outubro de 1600.
Rubens foi capaz de aglutinar estes personagens num friso único criando uma igualdade entre todas as figuras e equilibrando magistralmente os campos terreno e etéreo.

### O Casamento por Procuração de Maria de Médici com Henrique IV

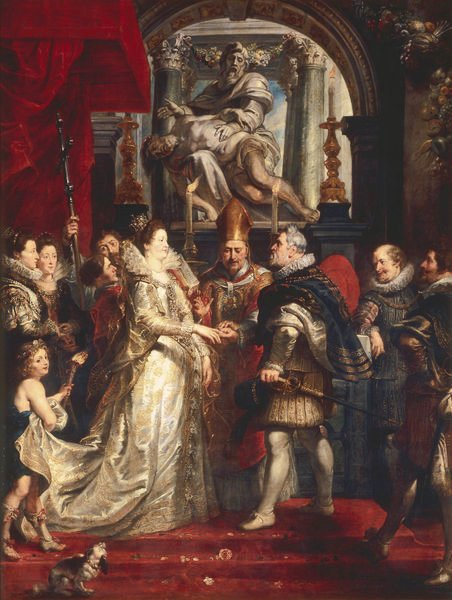
O Casamento por Procuração de Maria de Médici com Henrique IV

Em O Casamento por Procuração de Maria de Médici com Henrique IV (1622–25), Rubens representa a cerimónia desse casamento por procuração da princesa florentina Maria de Médici com o rei da França, Henrique IV, que teve lugar na catedral de Florença, em 5 de outubro de 1600, presidida pelo Cardeal Pietro Aldobrandini.
Como muitas vezes em casamentos reais, o tio da noiva, Fernando I, grão-duque da Toscana, representou o Rei e aparece a colocar o anel no dedo da noiva. Todas as figuras que os rodeiam são identificáveis, incluindo o próprio pintor. Embora estivesse presente no acontecimento real, vinte anos antes, como membro da comitiva da família Gonzaga, no decurso das suas viagens a Itália, Rubens autorretrata-se por trás da noiva segurando a cruz e olhando para o exterior, mas é improvável que Rubens tenha tido de facto uma presença tão relevante quando a cerimónia teve lugar. Nos presentes pela parte de Maria contam-se Cristina de Lorena e a irmã da noiva Leonor de Médici; e na comitiva do Grão-Duque estiveram Roger de Bellegarde, o Grande Esquire da França, e o Marquês de Sillery, que negociaram os termos do casamento.
Como em outros quadros da série de Médici, Rubens inclui um elemento mitológico: o antigo deus do casamento, Himeneu, usando uma coroa de rosas, segura o vestido da noiva numa mão e a tocha nupcial na outra. A cena ocorre por baixo de uma estátua de mármore que representa a pietà de Deus Pai sobre o corpo sem vida do seu filho, Cristo, no que é uma alusão à escultura Pieta (em Galeria) de Baccio Bandinelli (1493–1560).

### O Desembarque em Marselha

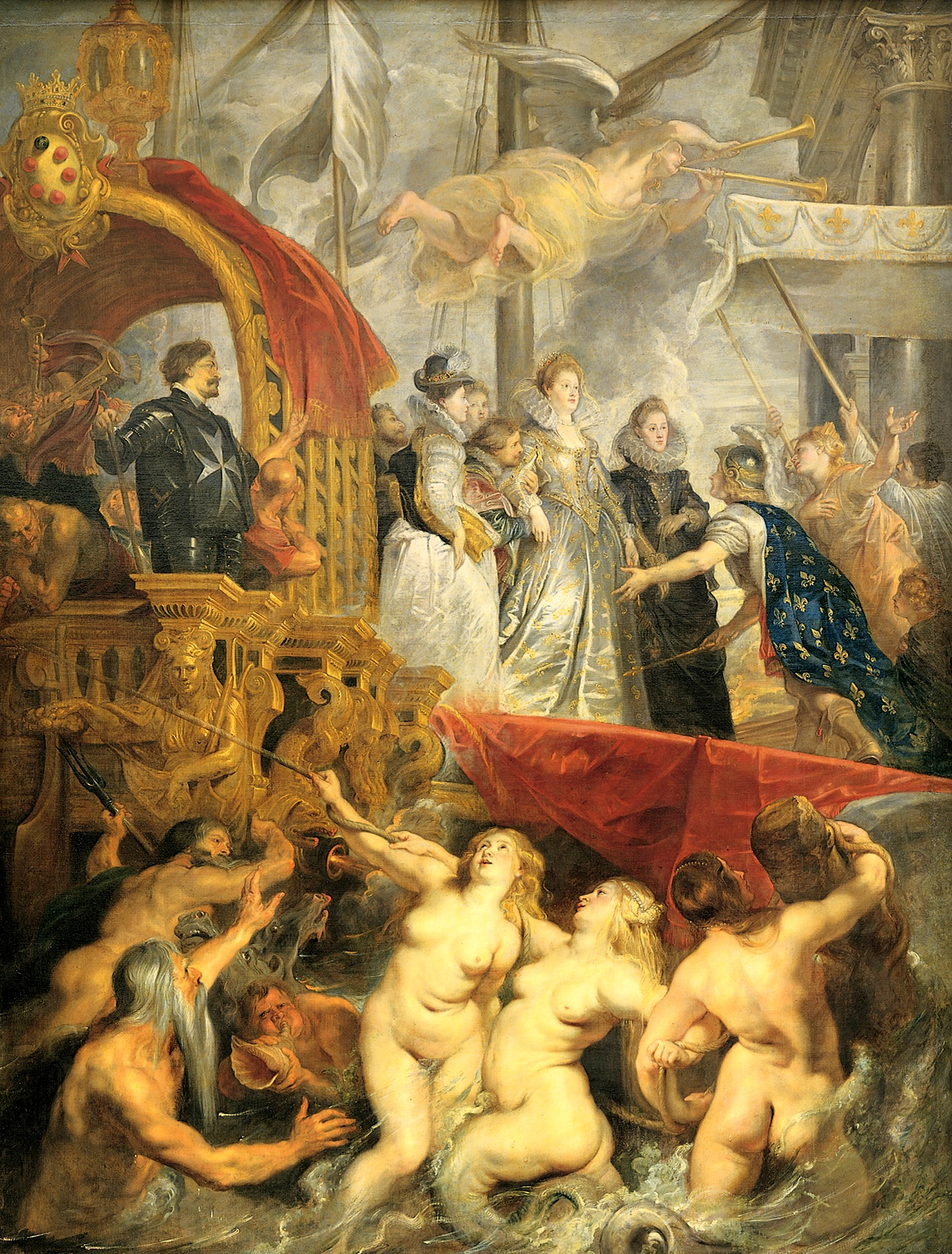
The Disembarkation at Marseilles

Sem nunca ter sido um evento particularmente gracioso para ninguém, o desembarque de um navio não foi um problema para Rubens na sua descrição da chegada de Maria de Médici a Marselha, após o seu casamento com Henrique IV de França por procuração em Florença.
Rubens, de novo, tornou algo comum em algo de uma magnificência sem precedentes. Apresentou-a a deixar o navio passando por uma prancha coberta por um tapete vermelho acompanhada pela Grã-Duquesa da Toscânia, sua tia, e pela Duquesa de Mântua, sua irmã, sendo recebida pela personificação da França que está de braços abertos e usando um capacete e o manto azul real com a flor-de-lis dourada. Enquanto duas trombetas são sopradas simultaneamente pela Fama etérea, anunciando a chegada ao povo da França, em baixo, Poseidon, três Nereidas, um deus do mar e Tritão emergem do mar, após terem acompanhado a futura Rainha durante a longa viagem para garantir a sua chegada segura a Marselha.
O brasão dos Médici aparece à esquerda acima da estrutura arqueada, enquanto um cavaleiro de Malta surge com todas as suas insígnias. É a combinação de melodia e música que ocorre quando Rubens junta o céu e a terra, história e alegoria, numa sinfonia para os olhos do espectador. Avermaete sugere uma ideia interessante que está especialmente presente neste quadro:
[Rubens] rodeou [Maria de Médici] de uma tal riqueza de símbolos que esta quase sempre é colocada em segundo plano. Considere-se, por exemplo, O Desembarque em Marselha, onde a nossa visão é atraída primeiro para as voluptuosas Nereidas, em detrimento da rainha que está a ser recebida de braços abertos pela França.

### O Encontro de Maria de Médici e Henrique IV em Lyon

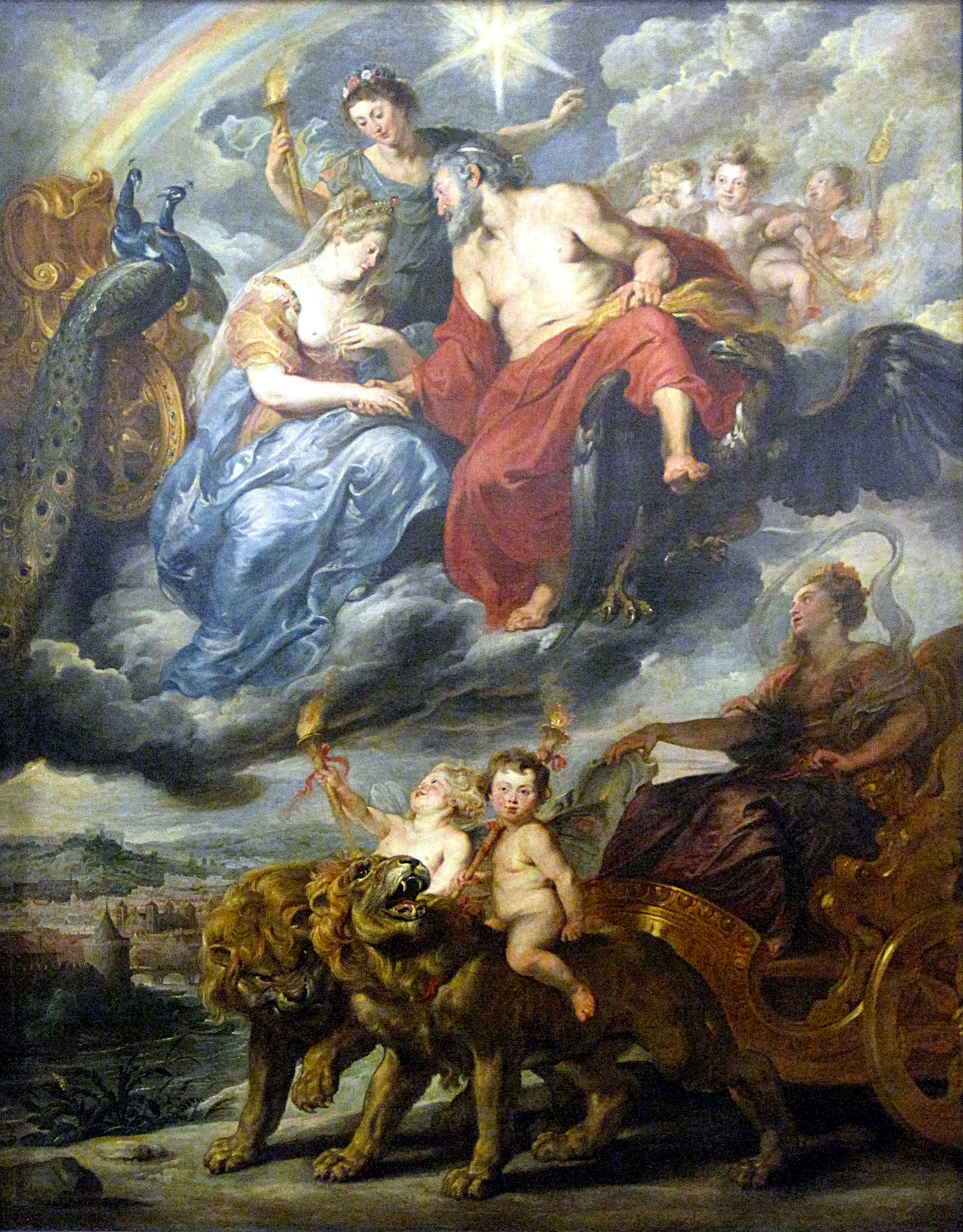
The Meeting of Marie de' Medici and Henry IV at Lyons

Esta pintura apresenta alegoricamente o primeiro encontro de Maria e Henrique que ocorreu pós o casamento deles por procuração. A metade superior da pintura mostra Maria e Henrique como sendo os deuses romanos mitológicos Juno e Júpiter. As representações dos deuses são acompanhados pelos seus atributos tradicionais. Maria é mostrada como Juno (em grego Hera) identificada pelos pavões e carruagem. Henrique é mostrado como Júpiter (em grego Zeus) identificado pelos raios de fogo na mão e a águia. A união das mãos direitas de ambos é um símbolo tradicional da união matrimonial. Estão vestidos em estilo clássico o que é naturalmente adequado para a cena.
Acima dos dois está Himeneu que os une. Um arco-íris, um símbolo da concórdia e da paz, cruza o canto esquerdo. A metade inferior da pintura é dominada por imagens de Lyon. Da esquerda para a direita, vemos o panorama da cidade com a sua única colina e o seu castelo e, depois, os leões (o que constitui um trocadilho com o nome da cidade) que puxam uma biga onde segue a figura alegórica da cidade.
Rubens necessitou de muita cautela e mestria na representação do primeiro encontro do casal, porque supostamente Henrique tinha um grande envolvimento com uma amante no momento do casamento. De facto, devido aos outros compromissos do rei, o encontro foi sendo adiado, e foi apenas à meia-noite de um dia quase uma semana depois de Maria ter chegado que Henrique finalmente se juntou à sua esposa. Ao apresentá-lo como Júpiter, Rubens faz subentender a promiscuidade do homem e da divindade. Simultaneamente, ao colocar o Rei e a Rainha juntos ilustra efetivamente a elevada posição do casal.

### O Nascimento do Delfim em Fountainebleau

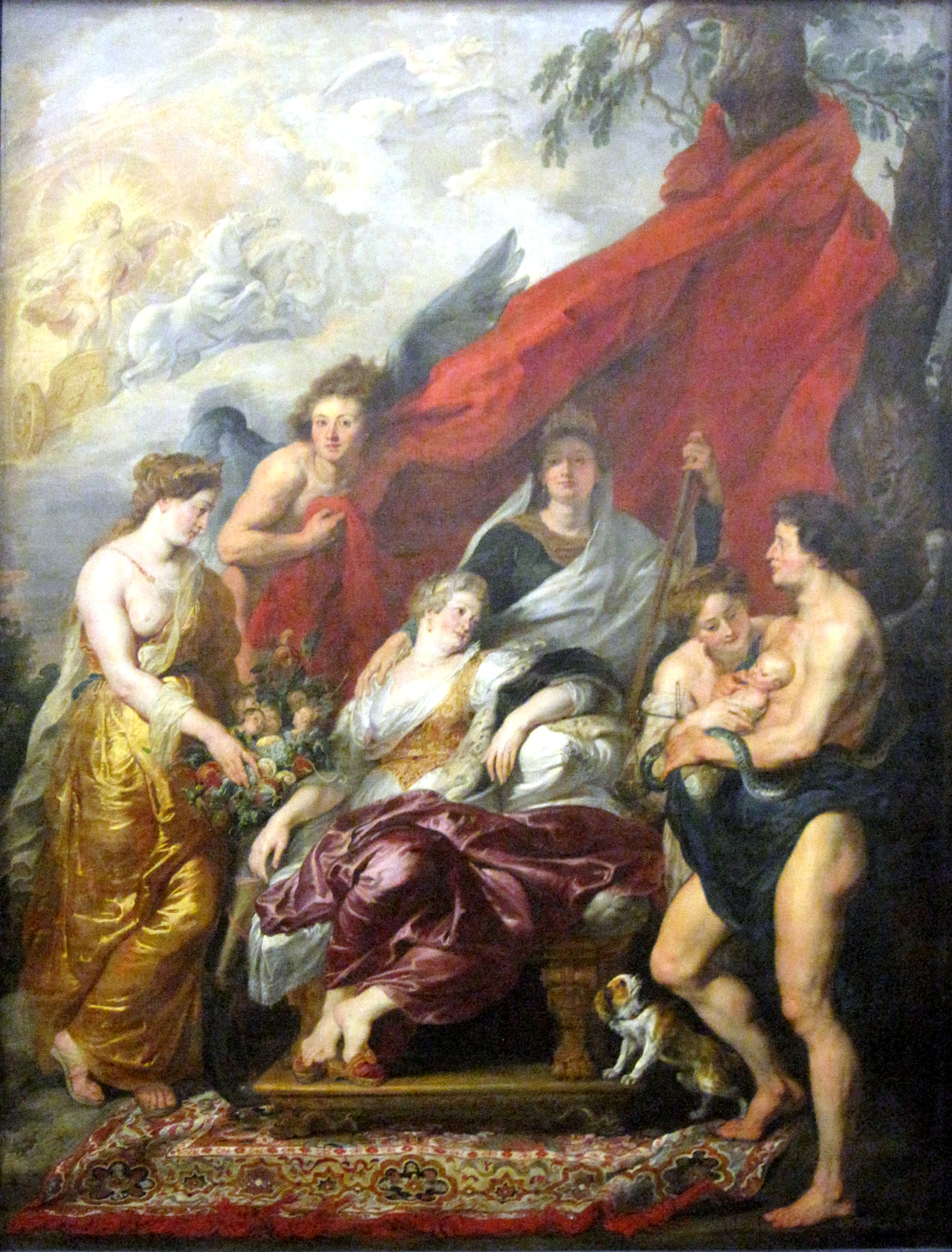
O Nascimento do Delfim em Fontainebleau

Este quadro representa o nascimento de Luís, o primeiro filho de Maria de Médici e sucessor ao trono da França. Rubens desenha a cena em torno do tema da paz política. O nascimento do primeiro herdeiro varão traz à família real o sentimento de segurança na medida em que irão continuar a governar. Naqueles tempos, um herdeiro era de extrema importância, especialmente se Henrique quisesse mostrar a sua masculinidade e a inversão do padrão de incapacidade reprodutiva.
O termo delfim (dauphin em francês, ou seja golfinho) designava há muito o príncipe herdeiro da coroa francesa por ostentar no seu brasão golfinhos. A promiscuidade de Henrique dificultou a geração de um herdeiro legítimo, e circulavam rumores sobre a delineação pelos artistas da corte de Henrique de  estratégias para convencer o país do contrário. Uma dessas estratégias era equiparar Maria a Juno ou Minerva. Representando Maria como Juno, o que implica apresentar Henrique como Júpiter, o rei aparece como que domesticado pelo casamento. A personificação da rainha como Minerva facilitaria o empolamento da capacidade militar de Henrique e dela própria.
Como pintor flamengo, Rubens inclui um cão na pintura aludindo à fidelidade no casamento. Além da ideia de paz política, Rubens inclui também Astreia enquanto personificação da Justiça. O retorno de Astreia à terra é simbólico da continuação da realização de Justiça com o nascimento do futuro rei. Luís é nutrido por Têmis, a deusa da ordem divina, referindo-se ao seu direito de um dia se tornar rei, tendo muito perto uma serpente o que é inesperadamente uma representação da Saúde. Rubens incorpora ainda a alegoria tradicional da cornucópia, que simboliza abundância, para desenvolver o significado da pintura, incluindo as cabeças dos filhos de Maria de Médici ainda não nascidos entre os frutos. Enquanto Maria olha enlevadamente para seu filho, a Fecundidade despeja a cornucópia sobre o seu braço representando a totalidade da sua alargada família futura.

### A Atribuição da Regência

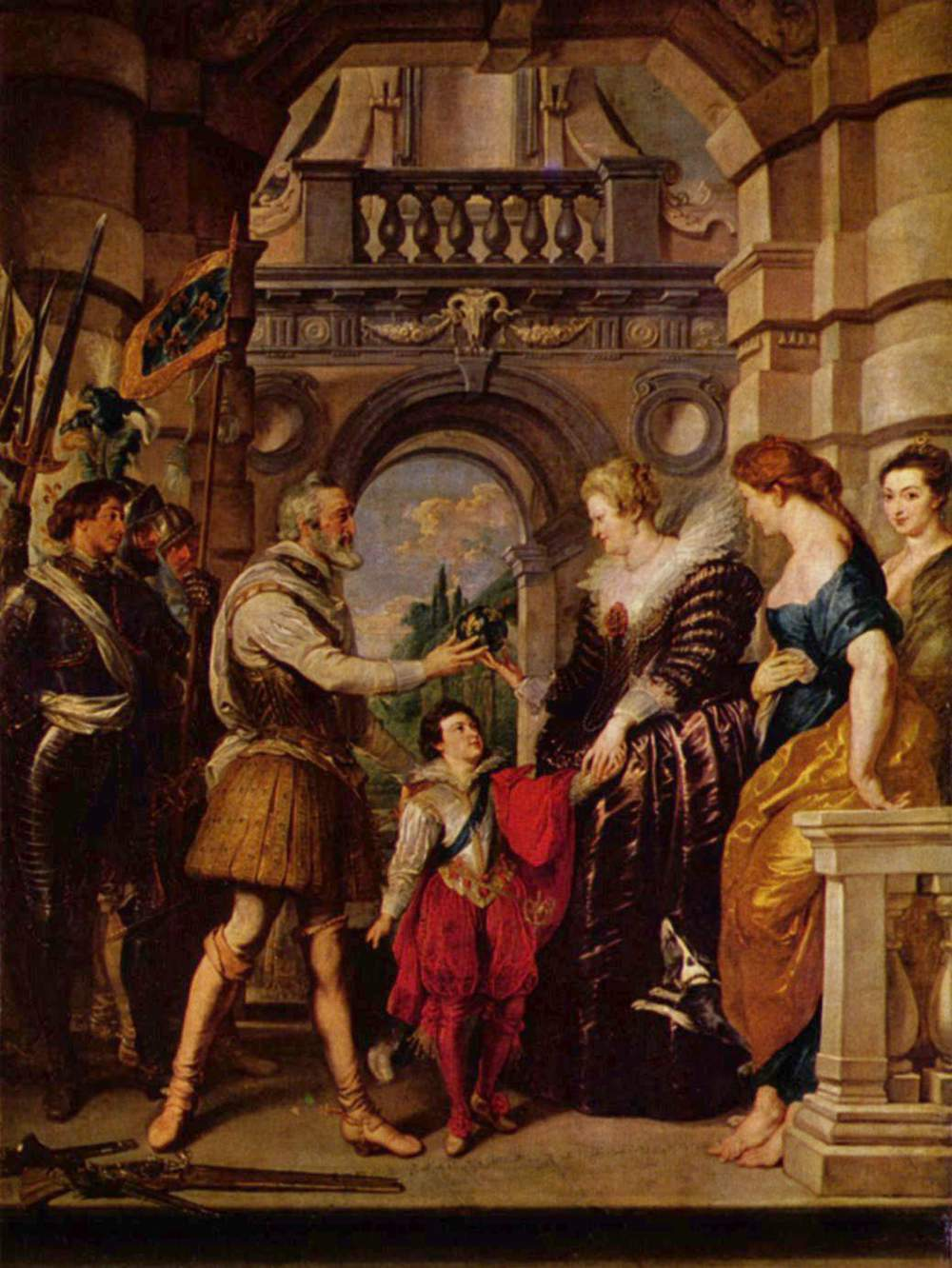
The Consignment of the Regency

Nas pinturas da vida de Maria de Médici, Rubens teve que ser cuidadoso para não ofender nem Maria nem o seu filho e rei, Luís XIII, ao retratar eventos controversos. Maria encomendou pinturas que seguissem verdadeiramente os acontecimentos da sua vida, e o trabalho de Rubens foi o de transmitir com tato essas imagens. Mas mais de uma vez, a liberdade artística do pintor foi limitada a fim de dar a imagem correta de Maria. Em A Atribuição da Regência, Henrique IV confia a Maria tanto a regência de França como a educação do Delfim pouco antes das campanhas de guerra e da sua consequente morte. Situado num cenário arquitetónico grandioso em estilo italiano, o tema é algo sóbrio. A Prudência, a figura à direita de Maria, foi despojada da sua serpente emblemática para diminuir a possibilidade de qualquer espectador se lembrar dos rumores do envolvimento de Maria no assassinato do rei. A eficácia da forma é diminuída, a fim de garantir uma imagem positiva de Maria. Outra mudança consistiu na remoção das Três Moiras, originalmente posicionadas atrás do rei chamando-o para o seu destino de guerra e morte. Rubens foi forçado a remover essas figuras míticas e substituí-las por três soldados genericamente apresentados.
Também digna de nota nesta pintura é a primeira aparição da esfera terrestre como símbolo do "poder do Estado ou do governo soberano". Esta imagem especial parece ter um peso significativo no programa iconográfico de Rubens para a série, pois aparece em seis (um quarto) das vinte e quatro pinturas da série. Esta esfera funciona tanto como uma alusão ao orbis terrarum (esfera da Terra) romano, que significa o domínio e poder do imperador romano, como uma afirmação subtil da reivindicação da monarquia francesa à coroa imperial. Ainda que Rubens estivesse certamente ciente do significado inerente da esfera e a empregasse com grande efeito, parece que Maria e os seus conselheiros instigaram a sua introdução na série de pinturas para atribuir grandeza alegórica e política aos eventos que envolveram a regência de Maria.

### A Coroação em Saint-Denis

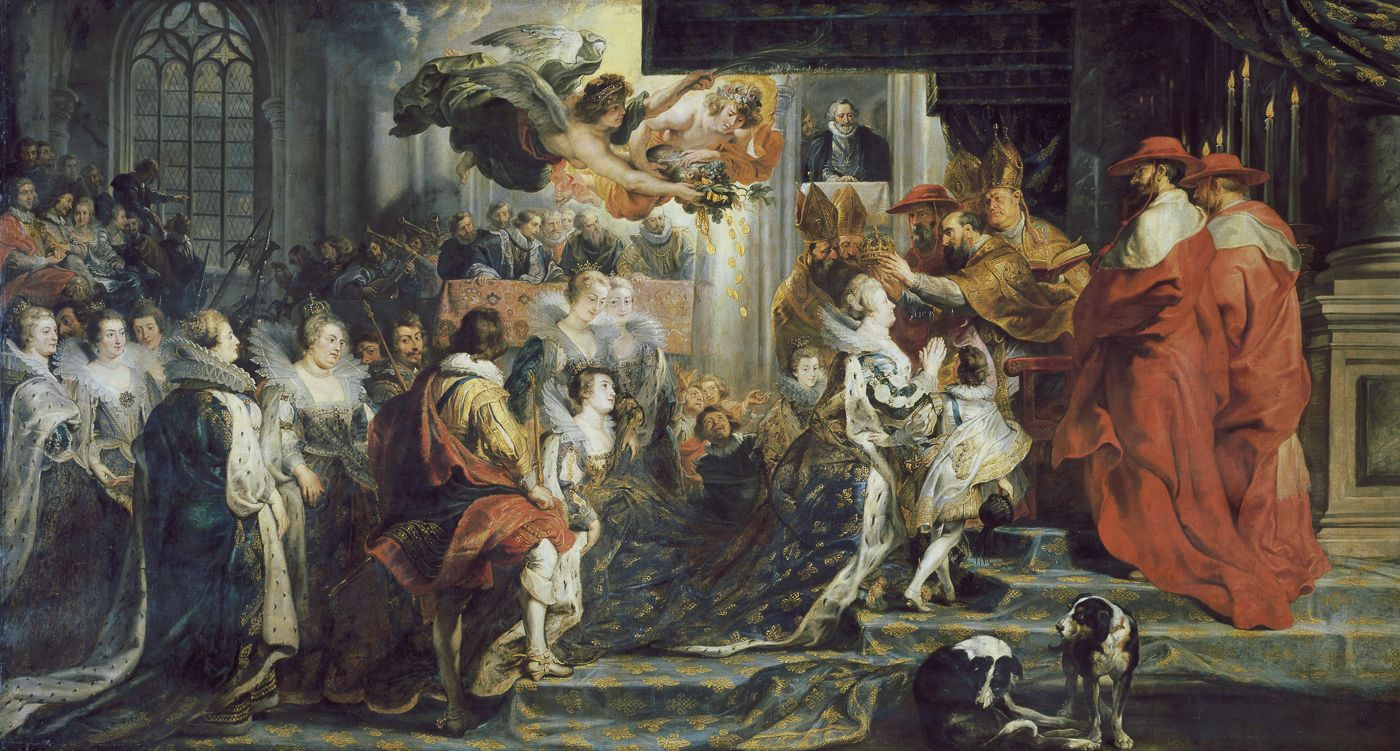
A Coroação em Saint-Denis

A Coroação em Saint-Denis era o último quadro do limite norte da parede ocidental, mostrando o fim da preparação para reinar de Maria assistida pelos deuses. Seria um dos quadros mais visíveis para quem entrava na sala através do canto sudeste.
Rubens compõe A coroação em Saint-Denis para visualização à distância usando manchas de vermelho, designadamente as das vestes dos dois cardeais no lado direito. Estas manchas também criavam um sentido de unidade com a obra vizinha, a Apoteose de Henrique IV e a Proclamação da Regência. Esta pintura é uma representação de um acontecimento histórico na vida da Rainha quando o Rei e a Rainha foram coroados na Basílica de Saint-Denis em Paris. Considerada uma das principais pinturas da série, juntamente com a Apoteose de Henrique IV e a Proclamação da Regência, ambas mostram Maria de Médici a receber a esfera do Estado. Ela é conduzida ao altar pelos cardeais Gondi e de Sourdis, que estão com ela junto com os Senhores de Souvrt e de Bethune, sendo a cerimónia presidida pelo Cardeal Joyeuse. A comitiva real incluía o Delfim, François, príncipe de Conti que leva a coroa, o Duque de Ventadour com o cetro, e o Cavaleiro de Vendôme com a mão da Justiça. Louise Marguerite de Lorena, princesa de Conti, e Henriette Catherine de Joyeuse, duquesa de Montpensier (mãe de uma das futuras noras de Maria de Médici, Maria de Bourbon) suportam a cauda do manto real. Na tribuna aparece Henrique IV a sancionar o acontecimento. A multidão, em baixo, na basílica, levanta as mãos a aclamar a nova rainha e, em cima, estão as personificações clássicas da Abundância e uma Vitória alada que dão as bênçãos de paz e prosperidade largando sobre a cabeça de Maria as moedas de ouro de Júpiter. Rubens inspirou-se para a esfera azul estampada com lírios dourados numa medalha comemorativa criada por Guillaume Dupré em 1610 a pedido de Maria em que esta é retratada como Minerva e Luís XIII como Apollo-Sol (Medalha de Dupré em Galeria). O simbolismo transmitia a mensagem de que ela estava encarregada da orientação do jovem prestes a ser rei. Na pintura surgem ainda os cães de estimação de Maria colocados em primeiro plano.

### A Morte de Henrique IV e a Proclamação da Regência

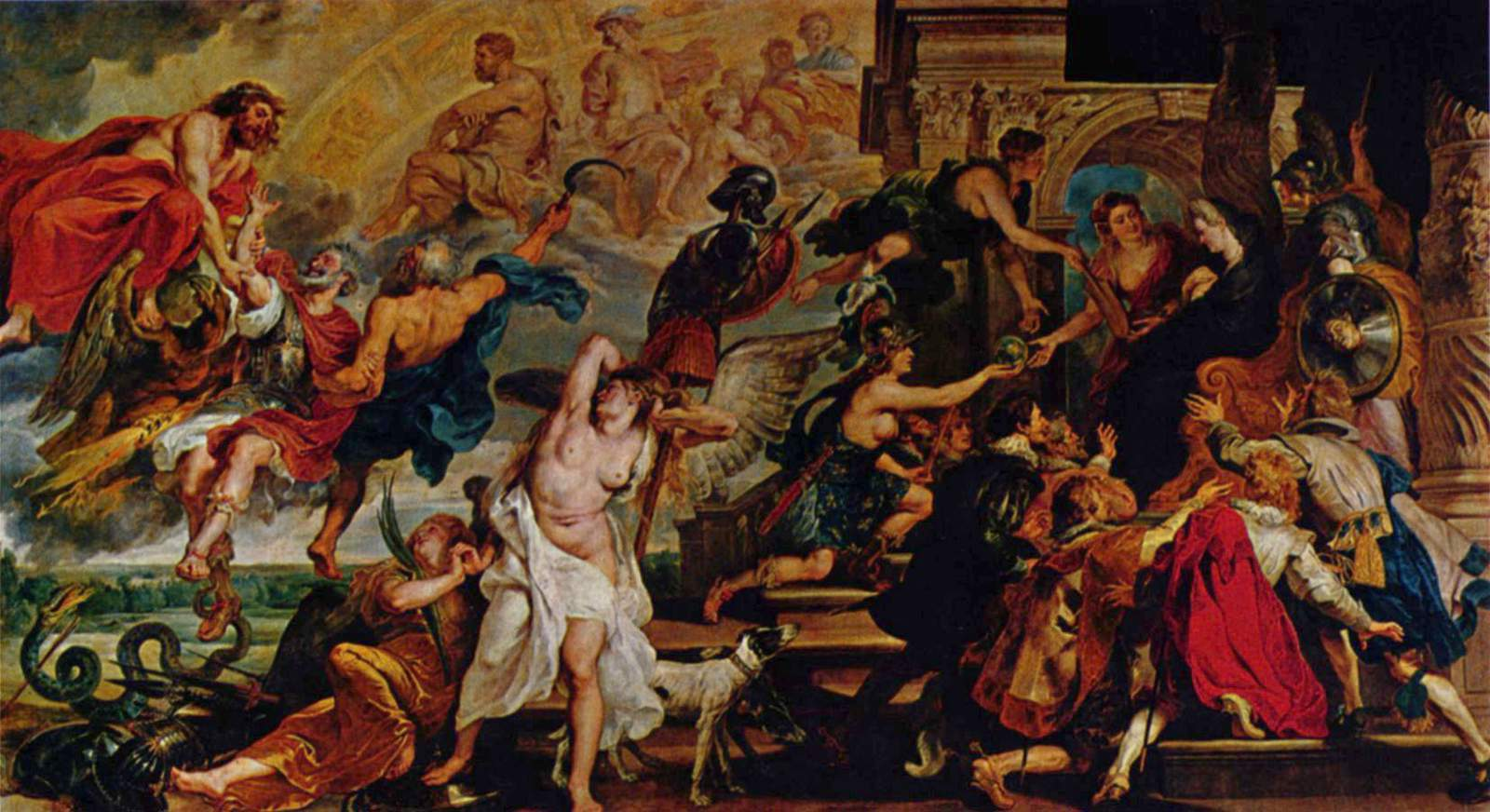
The Death of Henry IV and the Proclamation of the Regency

Por vezes também referida como A Apoteose de Henrique IV e a Proclamação da Regência, esta pintura foi concebida originalmente por Rubens como uma séria de três, tendo as outras duas as mesmas dimensões, e tendo esta sido concebida como a pintura do meio de um suposto tríptico.
A pintura pode ser dividida em duas cenas distintas, porém relacionadas: a elevação de Henrique IV aos céus, após o seu assassinato em 14 de maio de 1610, de que resultou a imediata declaração de Maria como regente e a subida desta ao trono.
À esquerda, Júpiter e Saturno acolhem o rei assassinado da França, est̟ando este a subir vitoriosamente para o Monte Olimpo enquanto personificação de imperador romano. Tal como acontece com todas as pinturas alegóricas de Rubens, estas duas figuras não são escolhidas ao acaso. Júpiter é o equivalente celestial do Rei, enquanto Saturno, que representa o tempo finito, é uma indicação do fim da existência mortal de Henrique. Este tema em particular, do conjunto desta pintura, foi fonte de inspiração e fascínio para outros grandes mestres pela figura atormentada de Belona, a deusa da guerra, que Rubens colocou desarmada em baixo, tendo o pós-impressionista Paul Cézanne (1839-1906), por exemplo, recriado esta deusa pelo menos dez vezes. Para a vivacidade com que Rubens aplicou todos estes temas alegóricos foi em grande medida influenciado pelo seu conhecimento das moedas clássicas como está documentado na correspondência com o seu amigo e notável colecionador de antiguidades Nicolas-Claude F. de Peiresc.
O lado direito do quadro mostra a subida ao trono da nova rainha, vestida com roupas solenes e adequadas a uma viúva. Está enquadrada por um arco do triunfo e rodeada por cortesãos. A rainha aceita uma esfera, símbolo de soberania, dada pela personificação da França, enquanto as pessoas se ajoelham diante dela, sendo esta cena um grande exemplo do exagero dos factos na série de pinturas. Rubens sublinha a ideia da oferta da Regência à rainha, embora, de facto, ela a tenha reivindicado por si mesma no próprio dia em que o seu marido foi assassinado. De referir uma possível influência de um contemporâneo de Rubens para o lado direito desta pintura. Originalmente iniciada em Roma, a Nossa Senhora do Rosário de Caravaggio pode muito bem ter influenciado Rubens na parte relativa à Proclamação da Regência, pois as duas obras têm aspetos semelhantes e porque a obra de Caravaggio esteve acessível a Rubens e pôde influenciá-lo na sua própria criação. Em ambas as pinturas, as mulheres estão junto a colunas clássicas e há faixas de pano luxuriante, personagens de joelhos e com os braços estendidos, e figuras alegóricasː na pintura de Rubens, estão Minerva, a Prudência, a Divina Providência e a França; na de Caravaggio, estão São Domingos, São Pedro Mártir, e um par de monges dominicanos. Ainda presentes nas duas estão objetos importantes como o leme, o globo, e rosários. Assim se podendo inferir o respeito artístico de Rubens pelo seu contemporâneo Caravaggio.

### O Conselho dos Deuses

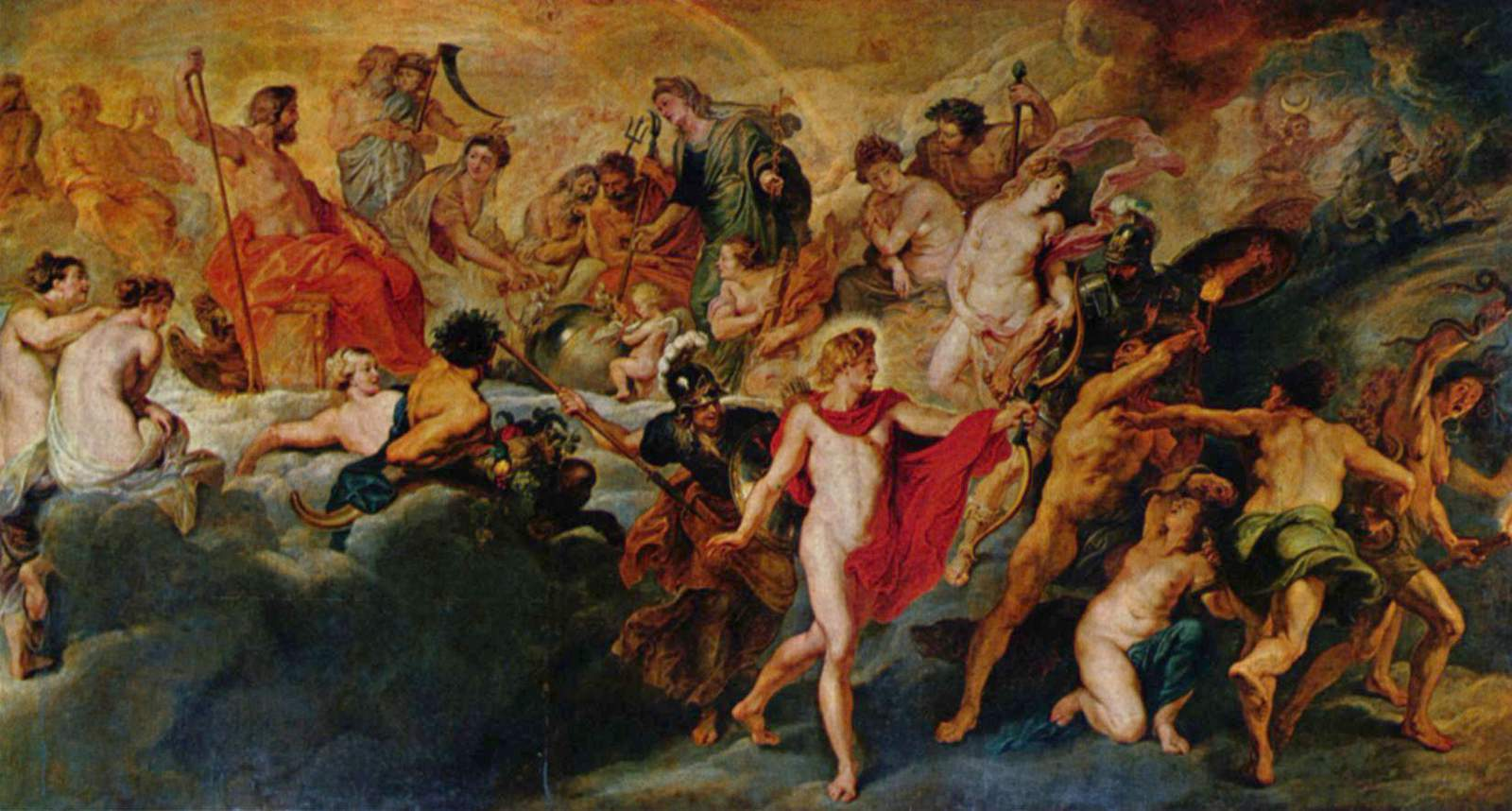
O Conselho dos Deuses

Esta pintura comemora a assunção por Maria do governo como nova regente, e a elaboração de planos de longo alcance de paz na Europa por meio de casamentos entre membros de casas reais. Cupido e Juno lançam em conjunto duas pombas sobre uma esfera divida como um símbolo de paz e amor. Maria pretendia que seu filho Luís XIII casasse com o infanta espanhola Ana e que a sua filha Elizabeth se casasse com o futuro rei de Espanha, Filipe IV, de que resultaria uma aliança entre França e Espanha. Para Maria de Médici estas uniões constituíram provavelmente a parte mais significativa do seu reinado, pois que o seu principal objectivo era a paz na Europa.
O Conselho dos Deuses é uma das pinturas menos compreendidas da série Maria de Médici. Representa a política da Rainha e o grande cuidado com que supervisionou a governação durante a sua regência e como, por exemplo, dominou as rebeliões e os distúrbios no Estado. Também sugere que manteve as políticas e ideais do falecido rei após a morte deste. Os temas da pintura são situados num ambiente celestial que não permitem a localização, ou datação, da cena. A cena é composta com várias figuras mitológicas, que com o seu enquadramento dificultam a descrição do tema da obra. Nas figuras mitológicas incluem-se Apolo e  Pallas, que combatem e vencem vícios como a Discórdia, o Ódio, a Fúria e a Inveja, a nível inferior, e Neptuno , Plutão,  Saturno, Hermes, Pan, Flora, Hebe, Pomona, Vénus, Marte, Zeus, Hera, Cupido, e  Diana, na parte de cima. As figuras mitológicas e o enquadramento celestial funcionam como alegorias da governação pacífica de França por Maria de Médici.

### A Regente guerreira:A Vitória de Jülich

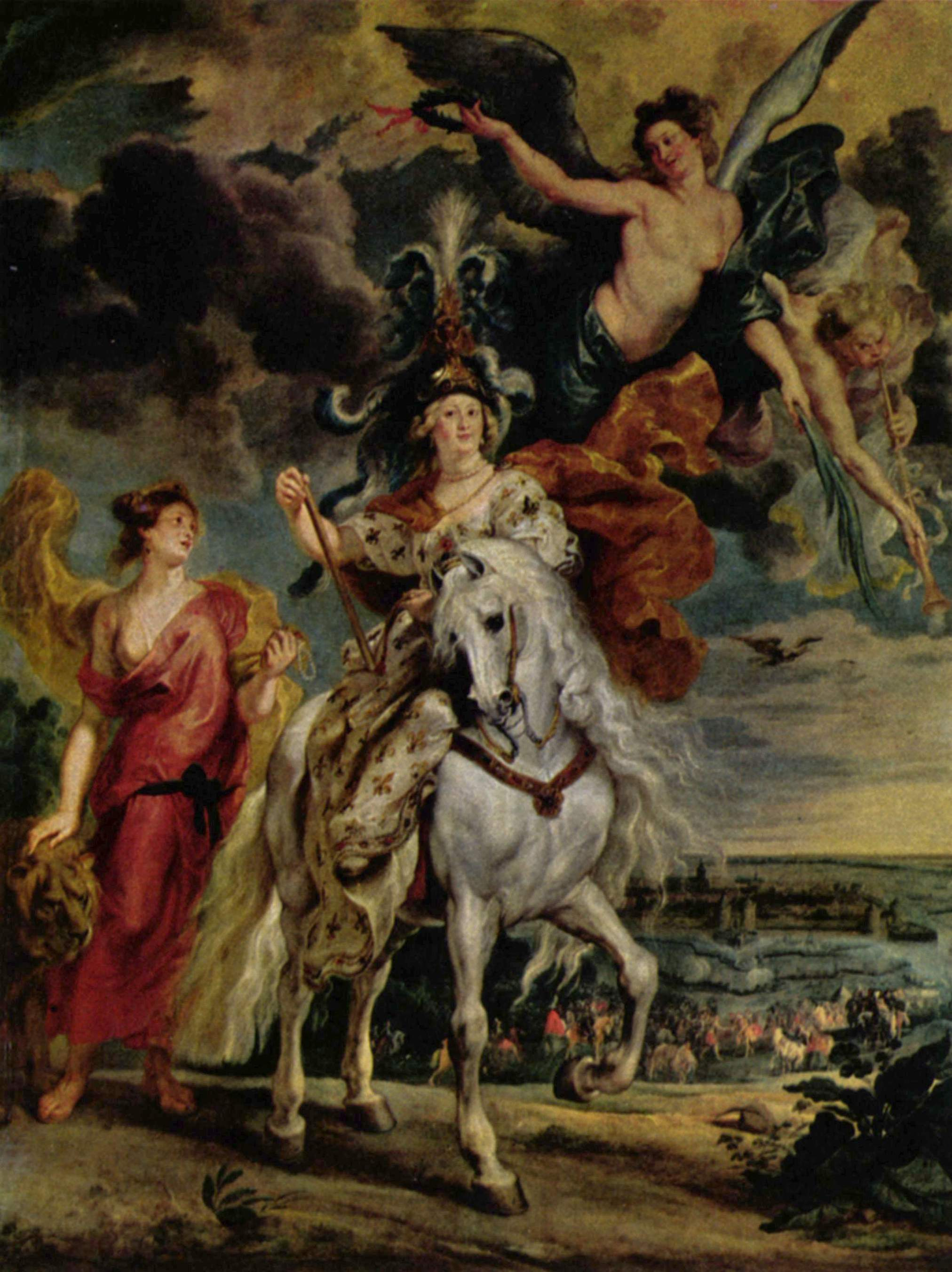
A Vitória de Jülich.

A Vitória de Jülich representa o único evento militar em que a França teve alguma intervenção durante a regência de Maria: o regresso de Jülich (ou Juliers em francês) ao domínio dos príncipes protestantes. Estando muito perto da sua fronteira, o Ducado de Jülich era de grande importância estratégica para a França e, assim, a vitória do partido francês foi escolhida para tema de glória da série de pinturas.
A cena é rica de simbolismos enaltecendo o heroísmo e sucesso da Rainha. A rainha eleva o seu braço empunhando um bastão de comando. Na parte superior do quadro, surge a Vitória a coroá-la com folhas de louro, que é um símbolo de vitória. Simbolizando também a vitória está a águia imperial, que se vê à distância e que obriga as aves mais fracas a fugir.
A rainha é acompanhada por uma corporização feminina do que se julgou ser a Fortaleza, por causa do leão ao lado dela. No entanto, a figura é a Magnanimidade, também referida como a Generosidade, por causa das riquezas que tem numa das mãos, sendo uma dessas peças o valioso colar de pérolas da Rainha. A Fama, no lado direito do quadro, sopra o trompete tão poderosamente que é visível o ar a ser expelido. Maria de Médici está ricamente vestida e triunfante após o colapso de uma cidade, estando montada num garanhão branco para demonstrar que, como o falecido rei Henrique IV, ela poderia triunfar numa guerra com os rivais.

### A Troca das Princesasna fronteira franco-espanhola

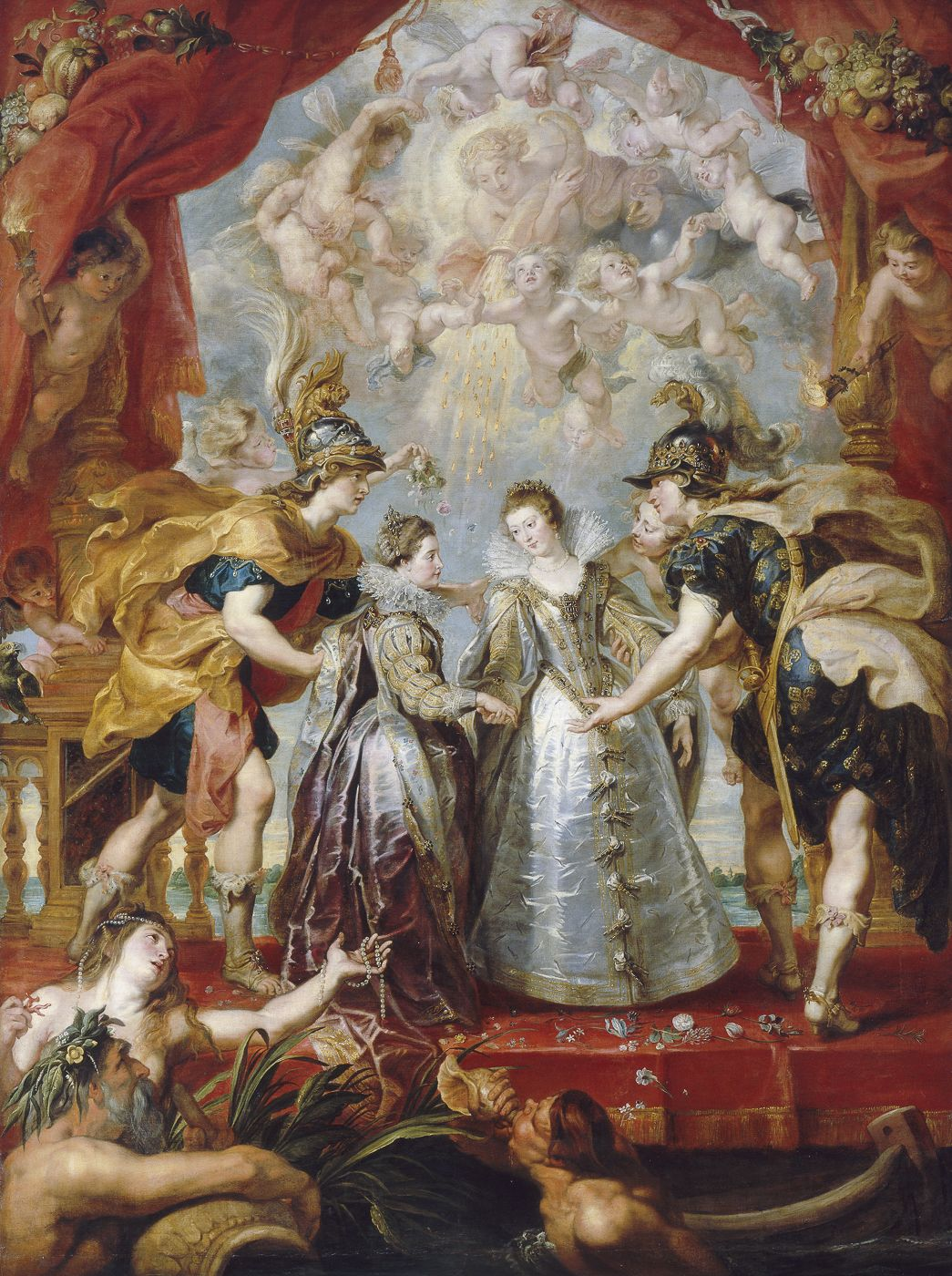
A Troca das Princesas

A Troca das Princesas celebra o duplo casamento de Ana da Áustria com Luís XIII da França e da irmã deste, a Princesa Elisabete, com o futuro rei de Espanha, Filipe IV em 9 de Novembro de 1615. A personificação da França e da Espanha apresentam mutuamente as jovens princesas que são auxiliadas por um jovem que é provavelmente Himeneu.
Acima deles, dois putti brandem tochas de noivado, um pequeno Zéfiro sopra uma brisa amena de primavera e espalha rosas, e um círculo de putti alegres com asas de borboleta cercam com o caduceu a Felicitas Publica , que derrama ouro sobre a dupla de noivas a partir de uma cornucópia. Em baixo, o rio em Hendaye está cheio de divindades marítimas que vêm prestar homenagem às noivas: o rio-deus Andaye descansa na sua urna, uma nereida coroada com pérolas oferece um colar de pérolas e de coral como presente de casamento, enquanto um tritão sopra a concha a anunciar o evento.
O casamento, que foi destinado a garantir a paz entre França e Espanha, realizou-se numa balsa no meio do rio Bidassoa, que funciona em parte do seu percurso como fronteira franco-espanhola. Na pintura de Rubens, as princesas estão com as suas mãos direitas dadas, estando a personificações da Espanha reconhecível com um leão no seu capacete no lado esquerdo, enquanto a da França, com a flor-de-lis a decorar a sua capa, está à direita. Ana, que com catorze anos de idade era a mais velha das duas, volta-se como que a pedir autorização a Espanha, enquanto a França gentilmente a puxa pelo braço esquerdo. Por sua vez,  podemos ver a Espanha tomando Elisabete de treze anos de idade pelo seu braço esquerdo.

### A Felicidade da Regência de Maria de Médici

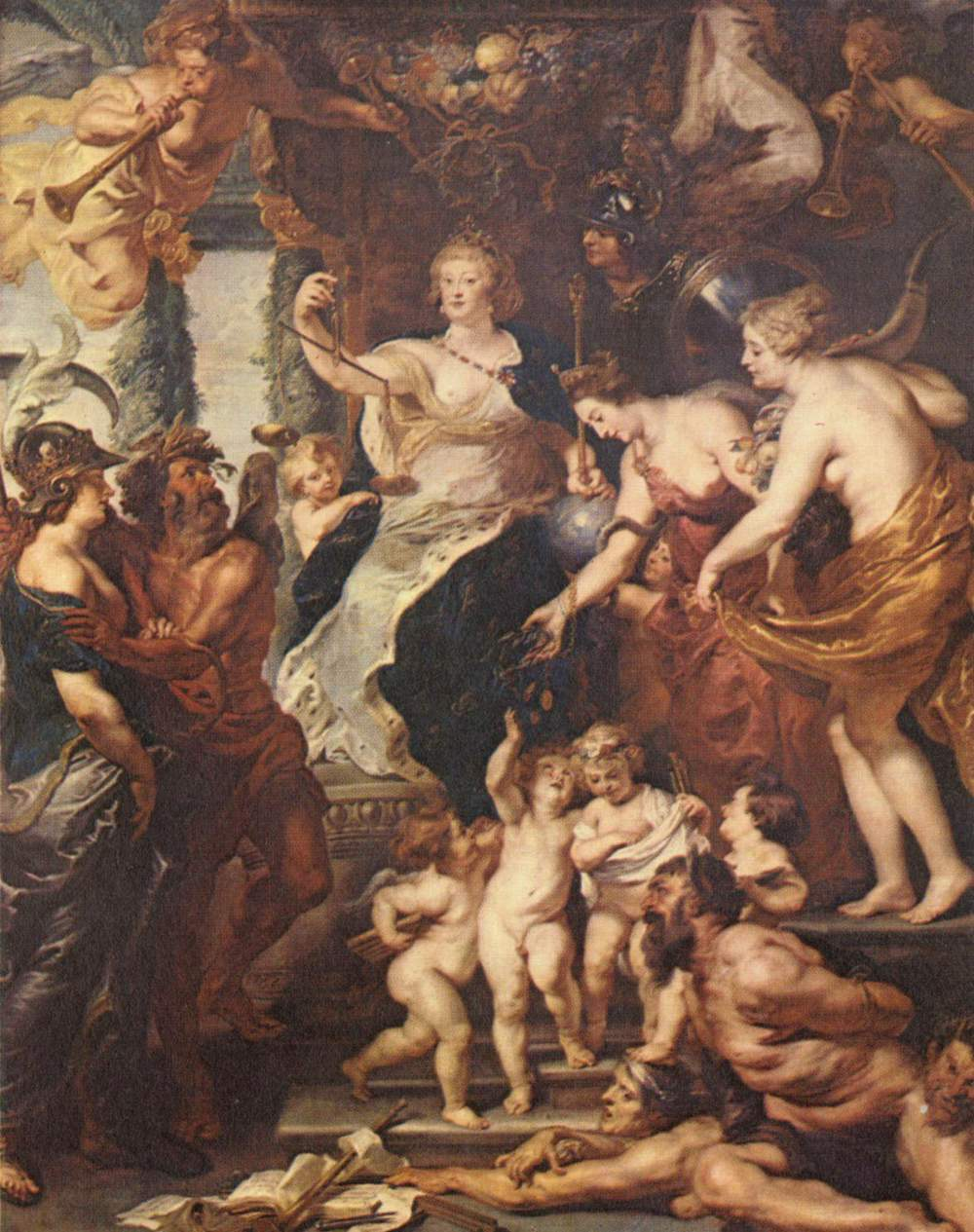
The Felicity of the Regency of Marie de' Medici

Esta pintura da Série de Maria de Médici é especial pela singularidade da sua execução. Enquanto as outras pinturas foram concluídas no estúdio de Rubens em Antuérpia, A Felicidade da Regência de Maria de Médici foi desenhada e pintada inteiramente por Rubens no palácio de Maria para substituir outra muito mais controversa que representava a expulsão de Maria de Paris em 1617 pelo seu filho Luís. Concluída em 1625, esta é a pintura final da série em termos de ordem cronológica de conclusão.
Nela Maria é apresentada de forma alegórica como a personificação da própria Justiça e ladeada por um séquito de algumas das principais personificações/deuses dos panteões grego e romano. Neles foram identificados Cupido, Minerva, Prudência, Abundância, Saturno, e duas figuras da Fama, todos identificados pelos seus atributos tradicionais e vertendo os seus dons sobre a rainha. Cupido tem a sua flecha do amor; a Prudência carrega uma serpente entrelaçada em torno de seu braço para indicar a sabedoria do tipo de serpente; a Abundância aparece com a sua cornucópia, o que é também uma referência aos frutos da regência de Maria; Minerva, deusa da sabedoria, usa o seu elmo e escudo e está perto do ombro de Maria, significando o seu governo sábio; Saturno tem a sua foice e é personificado aqui como o Tempo guiando o avanço da França. E a Fama toca a trombeta a anunciar o momento. Estas divindades eram acompanhadas por sua vez por várias figuras alegóricas sob o disfarce de quatro putti e três criaturas malignas derrotadas (Inveja, a Ignorância e o Vício), bem como vários outros símbolos que Rubens utilizou por toda a série de pinturas.
Embora esta pintura seja das mais lineares da série, ainda existe alguma controvérsia sobre o seu significado. Em vez de a aceitar como representação de Maria enquanto Justiça, alguns sustentam que o verdadeiro tema da pintura é o "retorno à terra de Astreia, o princípio da justiça divina, numa época de ouro." Apoiam esta ideia numa afirmação de Rubens em notas suas de que "este tema não faz nenhuma referência especial a alguma noção de estado do reino francês." Certos elementos simbólicos, como a coroa de folhas de carvalho (uma possível corona civica), a França vista como uma província subjugada, e a inclusão de Saturno no conjunto, podem apontar para esta interpretação. Talvez devido à controvérsia em torno desta pintura, Rubens referiu o seu significado numa carta a Peiresc em 1625, onde escreveː

Julgo que te escrevi que foi retirada uma pintura que mostrava a partida da Rainha de Paris e que, em seu lugar, fiz uma totalmente nova que mostra o evoluir do Reino da França, com o renascimento das ciências e das artes através da liberalidade e do esplendor de sua Majestade, que está sentada sobre um trono brilhante segurando uma balança e mantendo o mundo em equilíbrio com a sua prudência e equidade.

Considerando a pressa com que Rubens completou esta pintura, a falta de referência sua específica a uma idade de ouro naquela carta, e a existência de várias representações contemporâneas de Maria como uma figura da Justiça, a maioria dos historiadores concorda com a interpretação alegórica mais simples que é mais consistente tanto com o estilo de Rubens como com as restantes pinturas da série. Julga-se que a pintura original mencionada na carta descrevendo a partida de Maria de Paris foi rejeitada e substituída por A Felicidade da Regência, devido ao assunto mais inócuo desta última. Rubens, na mesma carta, prossegueː

"Este assunto, que não toca em considerações políticas particulares ... deste reinado, nem faz referência a qualquer individualidade, foi muito bem recebido, e penso que teria sido melhor se me tivessem confiado totalmente o tratamento dos outros assuntos, pois não haveria qualquer escândalo ou murmúrios."

Esta é uma prova da adaptabilidade do estilo de Rubens que fez com que a sua carreira fosse tão bem sucedida. A sua disposição para combinar os seus pontos de vista com os do patrono deram-lhe as ferramentas perfeitas para ser encarregado de um assunto antecipadamente tão delicado e difícil.

### A Maioridade de Luís XIII

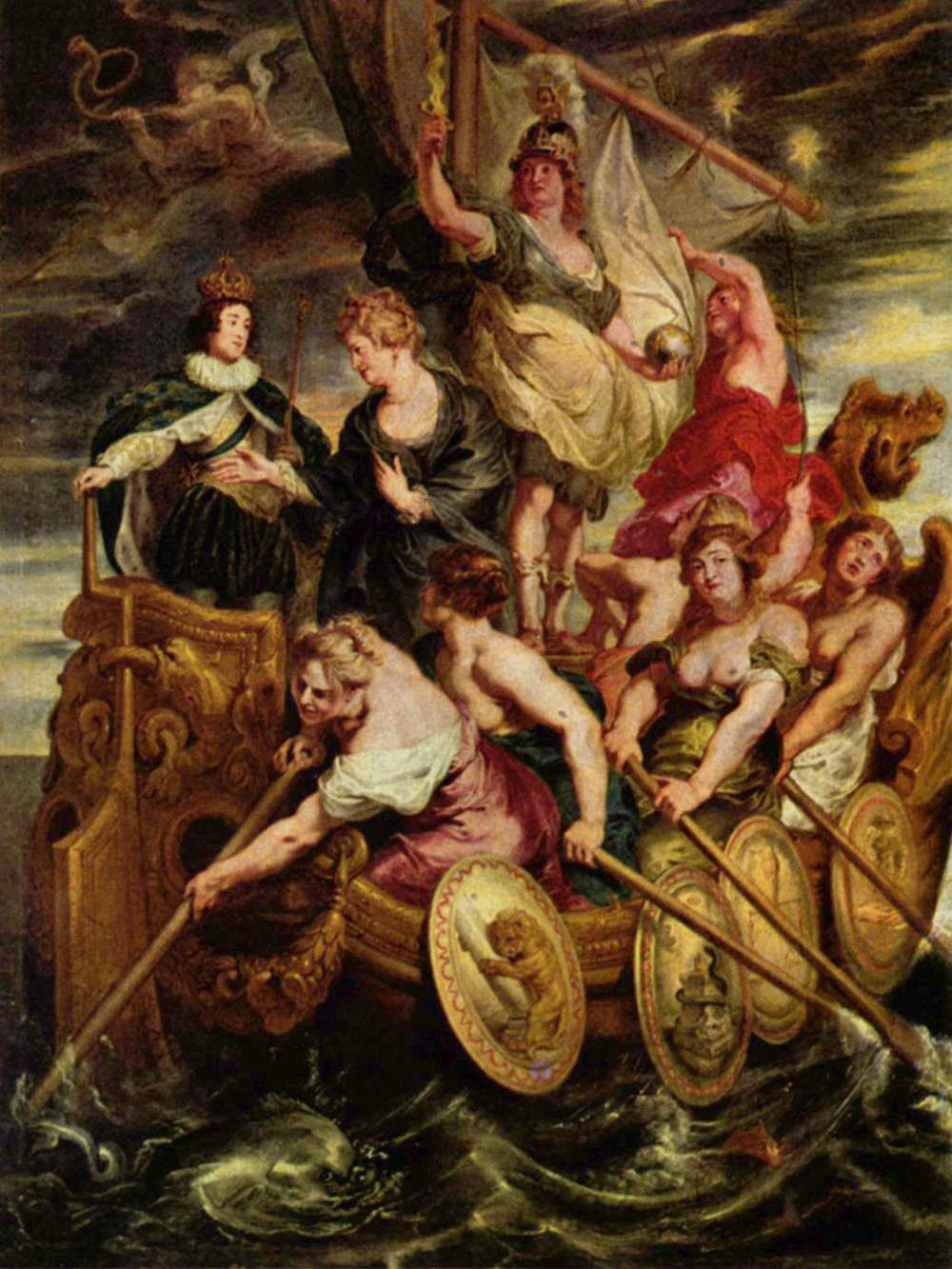
A Maioridade de Luís XIII

A pintura A Maioridade de Luís XIII representa o momento histórico da transferência do poder de mãe para filho em 20 de outubro de 1614. Maria tinha reinado como regente durante a juventude do seu filho e está a entregar o leme do navio a Luís, o novo rei da França. O navio representa o estado em ação tendo Luís a governá-lo.
Cada um dos remadores pode ser identificado pelos escudos emblemáticos que pendem de lado no navio. O escudo do segundo remador descreve um altar flamejante com quatro esfinges, uma serpente enrolada e um olho aberto que olha para baixo. Estas características são conhecidas como as da Religião, que Maria queria que fossem encarnadas pelo seu filho. O que será um barco de desfile é adornado com um dragão na proa e golfinhos na popa. Luís olha para sua mãe como que a receber orientação sobre a condução do navio do estado. Nas nuvens revoltas estão duas Famas, uma com uma bucina romana e a outra com o que parece ser uma trombeta. Luís comanda o navio, enquanto que este é impulsionado pelas quatro figuras que remam personificando a Fortaleza, a Religião, a Justiça e a Concórdia. A figura a ajustar a vela julga-se ser a Prudência ou Temperança. No centro, em frente do mastro, está a França, com uma chama na mão direita ilustrando a Firmeza e a esfera do reino, ou a esfera do governo, na sua esquerda. A Forca, manejando o remo está identificada pelo escudo logo abaixo dela que mostra um leão sobre uma coluna. Ela está emparelhada com Maria pela cor do cabelo, tal como Luís está emparelhado com a Religião, ou a Ordem do Espírito Santo. O emparelhamento de Maria com a figura da Força dá poder à sua imagem, ao mesmo tempo que a postura dela é mais passiva, mostrando de forma muito efectiva o seu reconhecimento cordatoo da doravante autoridade de seu filho.
É uma pintura interessante que deve ser examinada no contexto da relação tensa entre o jovem rei e a sua mãe. Pouco antes da sua coroação, em 1617, Luís XIII e Maria de Médicis tiveram uma querela que levou ao exílio dela em Blois. Rubens, obviamente, teve conhecimento disso, mas optou por ignorar a tensão do relacionamento de Maria com seu filho, enfatizando ao contrário a postura dela na transferência de poder.

### A Fuga de Blois

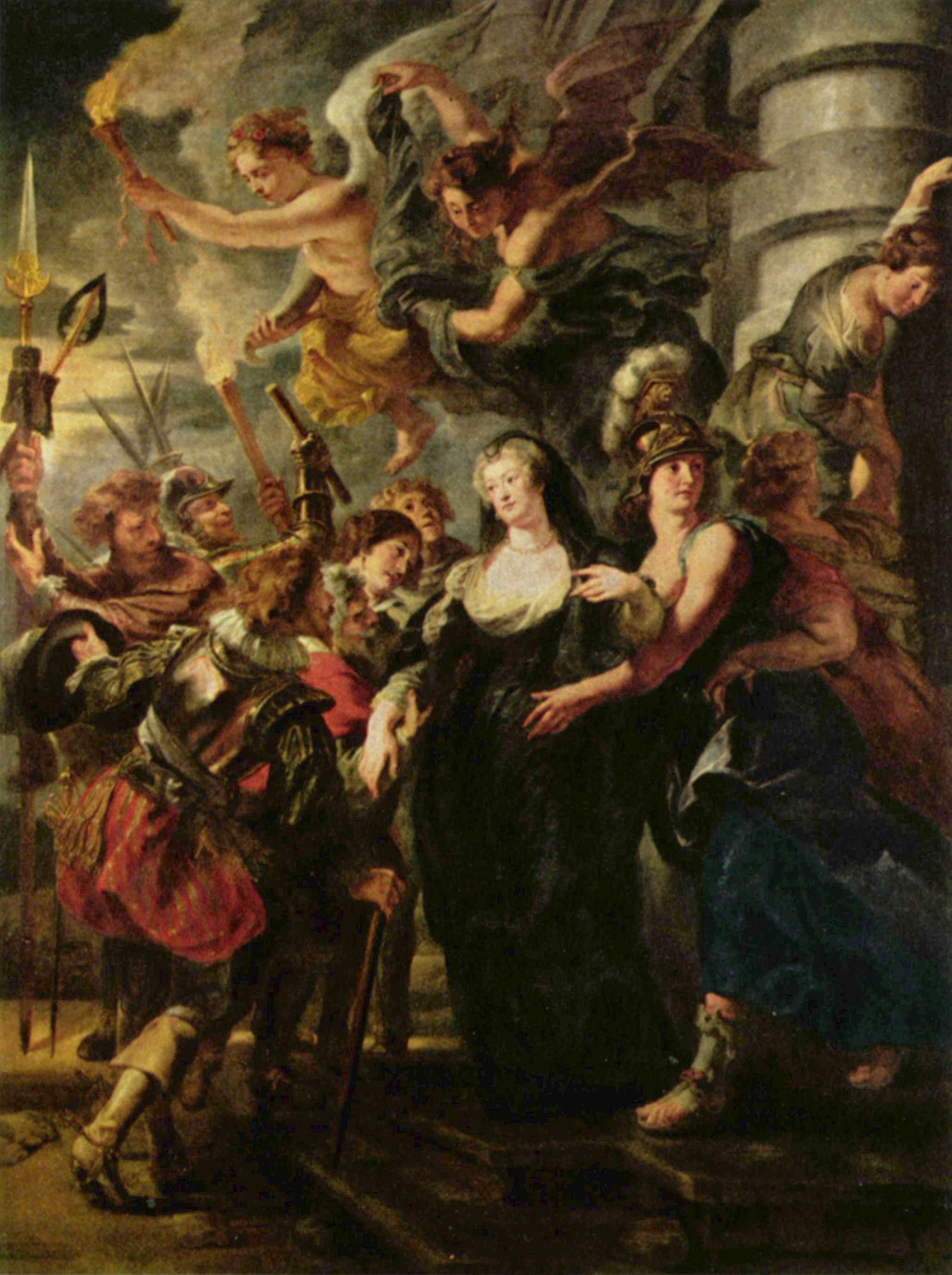
The Flight from Blois

A Fuga de Blois é uma representação da evasão da rainha Maria ao confinamento no Palácio de Blois decretada pelo seu filho e rei Luís na noite de 21 para 22 de fevereiro de 1619.
A Rainha está numa pose digna, sublinhando a sua postura num tempo de desordem, no meio duma multidão caótica de criadas e soldados. É protegida por uma representação da França e escoltada até Angoulême por Minerva que encarna a sabedoria e a curagem. No céu estão representações da Noite e da Aurora usadas literalmente para retratar o momento efectivo do evento.
Rubens pintou a cena num estilo heroico, em vez de apresentar com precisão elementos realistas. De acordo com os registos históricos, esta pintura não reflete verdadeiramente o modo como a fuga da Rainha decorreu. Rubens não inclui muitos dos aspectos negativos do que aconteceu temendo ofender a rainha, do que resultou uma natureza não-realista da pintura. A rainha Maria é retratado de forma submissa, embora esteja implícito o seu poder sobre os militares e não sendo expressas quaisquer dificuldades por que tenha passado na fuga. As figuras masculinas em primeiro plano próximas dela são desconhecidas. As figuras maiores em fundo representam os militares, que foram adicionadas para simbolizar a convicção da rainha quanto ao seu poder de comando.

### As Negociações em Angoulême
As Negociações em Angoulême representa a tentativa de reconciliação entre a Rainha refugiada em Angoulême, e o seu filho Luís XIII que, em 30 de abril de 1619, lhe apresentou uma proposta para que aceitasse negociar para acabar com a confrontação entre eles relativamente à direcção do reino.

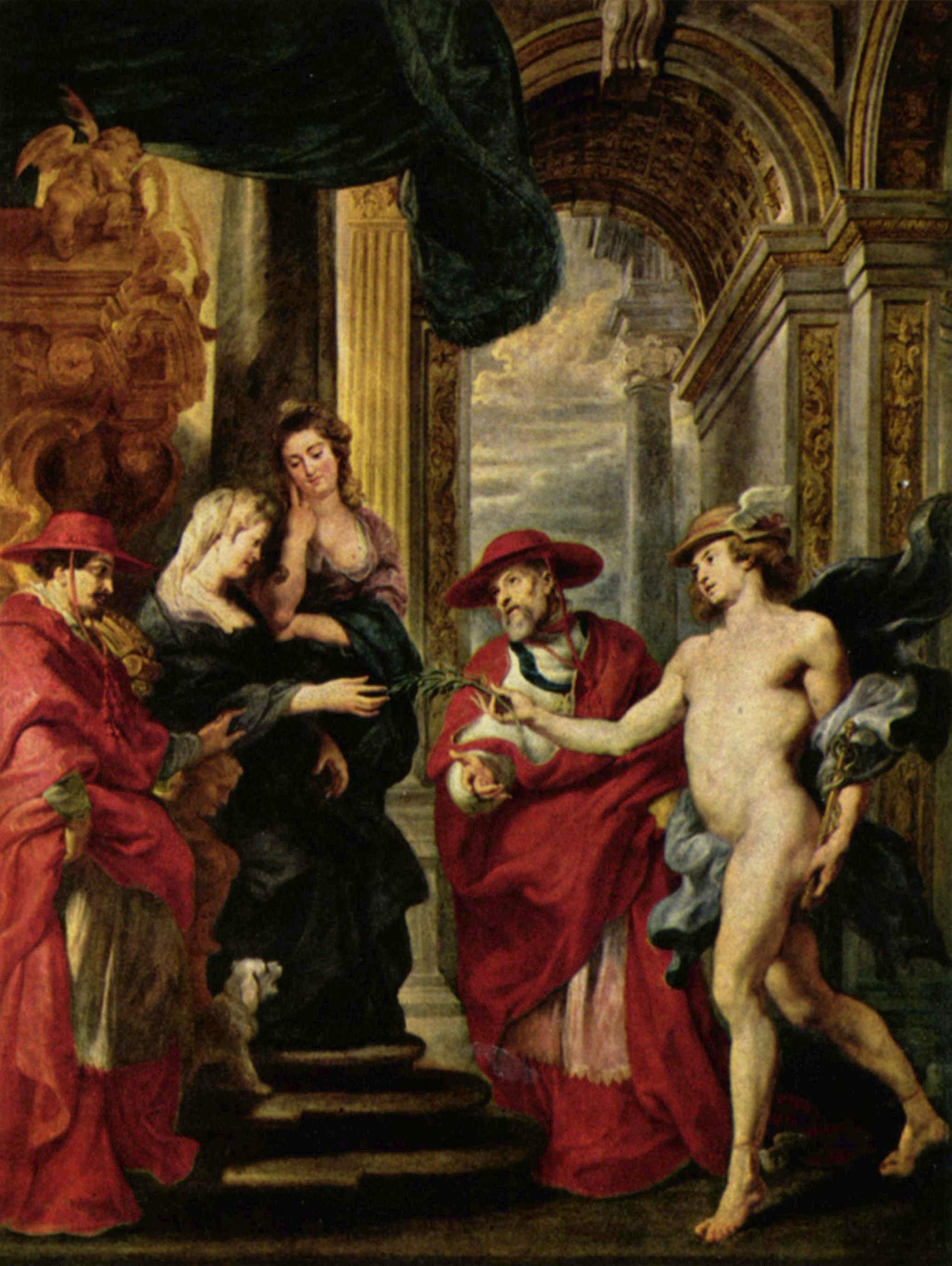
As Negociações em Angoulême

Maria de Médici jovialmente toma o ramo de oliveira de Mercúrio, o deus mensageiro, na presença de dois dos cardeais seus representantes, François de La Rochefoucauld (1558-1645), à direita, e Louis de Nogaret de La Valette, ou Louis de Lorraine (1575-1621), à esquerda, dando o seu consentimento às negociações com o governo do seu filho a respeito da confrontação entre ambos.
Rubens usa vários métodos para retratar a rainha Maria precisamente no modo em que ela queria ser vista, como guardiã e conselheira sábia do seu jovem filho. Entronizada num pedestal com esculturas dos símbolos de sabedoria de Minerva e dois putti segurando uma coroa de louros para representar a vitória e o martírio, a representação de Maria de Médici é bastante clara. O seu semblante humilde, mas contudo omnisciente, transmite a sabedoria que possui. Ela está colocada num grupo restrito e homogéneo com os cardeais, significando um lado confiável em oposição à desonestidade de Mercúrio. Rubens deu a Mercúrio uma impressão de falsidade ao pintá-lo a esconder um caduceu por trás da sua anca. O efeito dos dois grupos de figuras destina-se a sublinhar a diferença entre os dois lados. Rubens também acrescentou um cão a ladrar, uma referência comum utilizada para avisar alguém sobre estranhos que vêm com más intenções. Rubens apresentou todos estes símbolos nesta pintura ambígua e enigmática para representar Maria de Médici numa atitude prudente, mas ao mesmo tempo como mãe carinhosa e humilde de um monarca jovem e ingénuo.
No geral, esta pintura é a mais problemática, ou controversa, bem como a menos compreendida de todo a série. Sendo, mais uma vez, a imagem de Maria a reclamar a sua autoridade régia foi, no entanto, o primeiro passo para a paz entre mãe e filho.

### Para a Segurança da Rainha

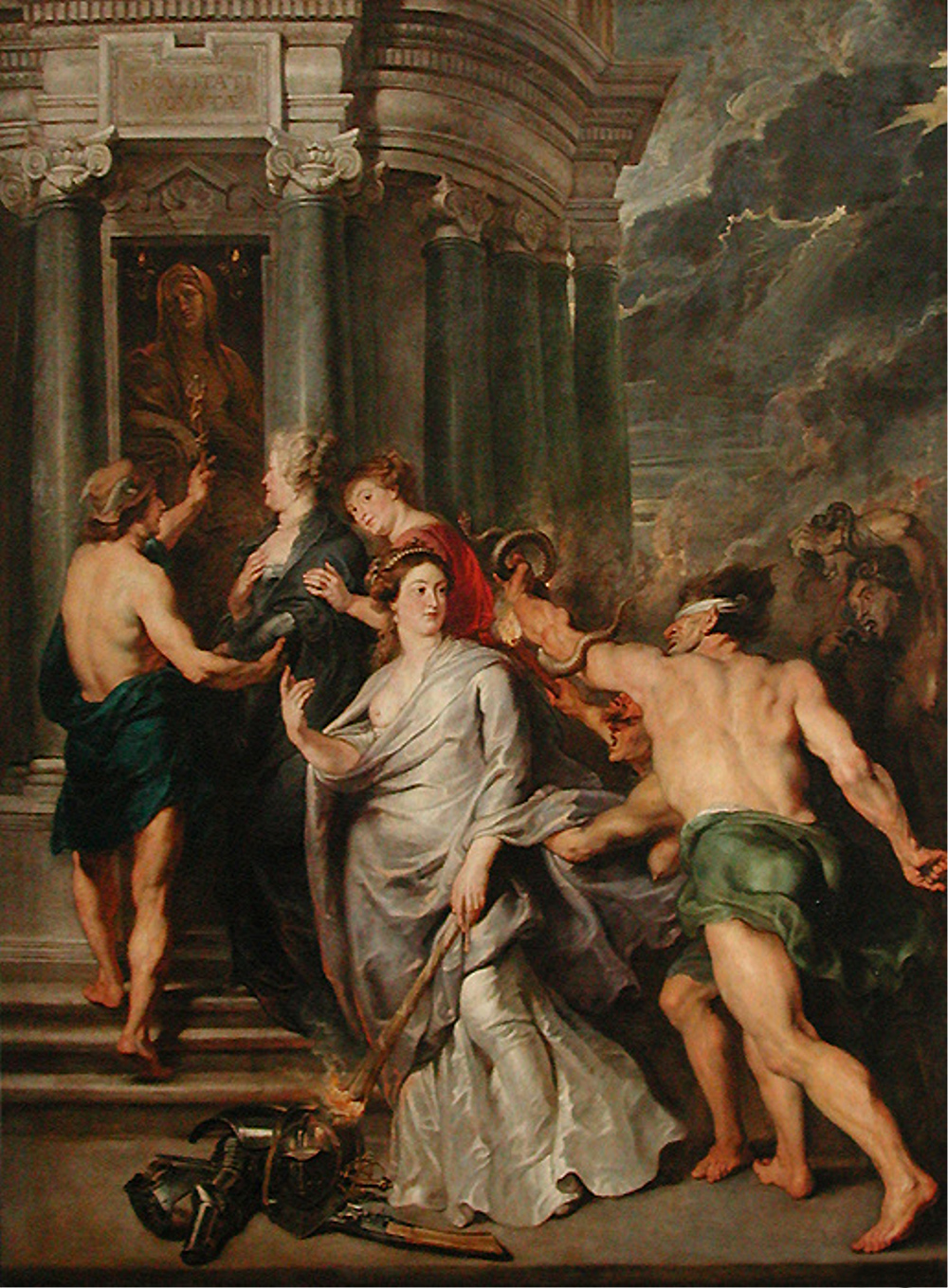
The Queen Opts for Security

Em Para a Segurança da Rainha, Rubens representa a trégua que Marie de Médicis foi forçada a assinar em Angers a 10 de agosto de 1620 após as suas forças terem sido derrotadas em Les Ponts-de-Cé.
Embora a pintura mostre o desejo de segurança de Maria com a representação do Templo de Segurança, dos símbolos do Mal na baía, e da mudança da névoa brumosa para a claridade, há também um simbolismo subjacente de instabilidade com a aceitação da trégua. A forma redonda do templo, como os construídos pelos antigos para representar o mundo, tem uma ordem jónica que está associada a Juno e à própria Maria. Compreende-se a função do templo pois tem uma placa acima do nicho que diz Securitati Augustae, ou Para a Segurança da Imperatriz.
Mercúrio escolta a rainha ao Templo da Paz dando a sensação de uma vontade firme de não ser derrotado. Pode entender-se que a pintura realmente não é sobre a paz, ou a segurança, mas sobre um espírito incansável que não desfalece. Como um poder divino, Maria é apresentada de maneira heroica num ambiente clássico usando a hierarquia neoplatónica e traços de luz sobre o seu rosto, o que parece implicar que esta alegoria de Maria de Médici é uma apoteose. Além disso, a inclusão de duas personificações da Paz adornadas de forma diferente parecem indicar que Rubens queria excitar ou impelir o espectador a apreciar mais profundamente esta pintura em particular como um todo.

### A Reconciliação da Rainha e do seu Filho
A Reconciliação da Rainha e do seu Filho representa o fim da animosidade entre Maria e Luís XIII que ocorreu após a morte do Condestável da França Charles de Luynes (1578-1621) favorito de Luís XIII e um grande opositor de Maria.

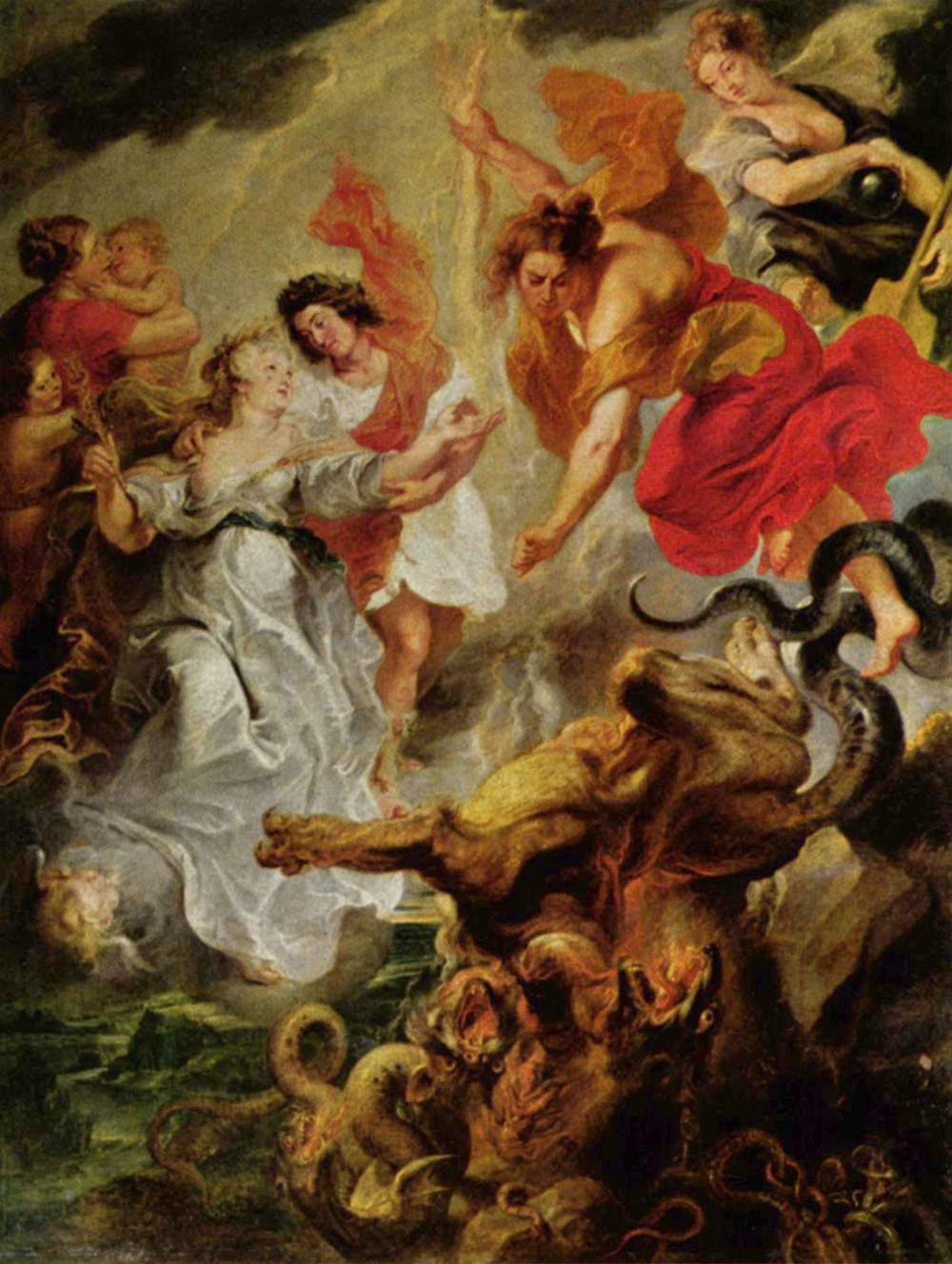
A Reconciliação da Rainha e do seu Filho

Luís XIII é representado como um adulto sob a forma de Apolo. A morte da Hidra, que simboliza o Condestável de Luynes, não ocorre às mãos de Apolo como se poderia esperar, mas às de uma guerreira encarnando a  Providência. Deparamo-nos assim com uma entidade que, sem a ajuda de Luís XIII, mata o inimigo de Maria de Médici, que surge como uma mãe amorosa, pronta a perdoar todas as dores sofridas.
A morte em 1621 do falcoeiro que tinha chegado a comandante supremo melhorou as tensões entre a Mãe e o Filho, mas a imprecisão deliberada de Rubens é consistente com a sua prática de generalizar e alegorizar fatos históricos, especialmente numa pintura sobre a paz e a reconciliação. Maria, desejando vingança pela morte do seu amigo pessoal Concino Concini, teria provavelmente preferido uma alusão pessoal mais direta ao Condestável de Luynes, mas Rubens, ao decidir manter a alegoria, evitou especificidades que mais tarde poderiam tornar-se embaraçosas.
O artista escolheu o nível elevado da alegoria para retratar uma cena onde as virtudes derrotam os vícios e ajudam à reconciliação pacífica aludindo muito indirectamente a uma guerra política. Mas não é difícil imaginar o muito criticado Luyens como o que sofre a punição divina sendo atirado para as profundezas do inferno, assumindo toda a culpa pela animosidade entre Luís XIII e sua mãe.

### O Triunfo da Verdade

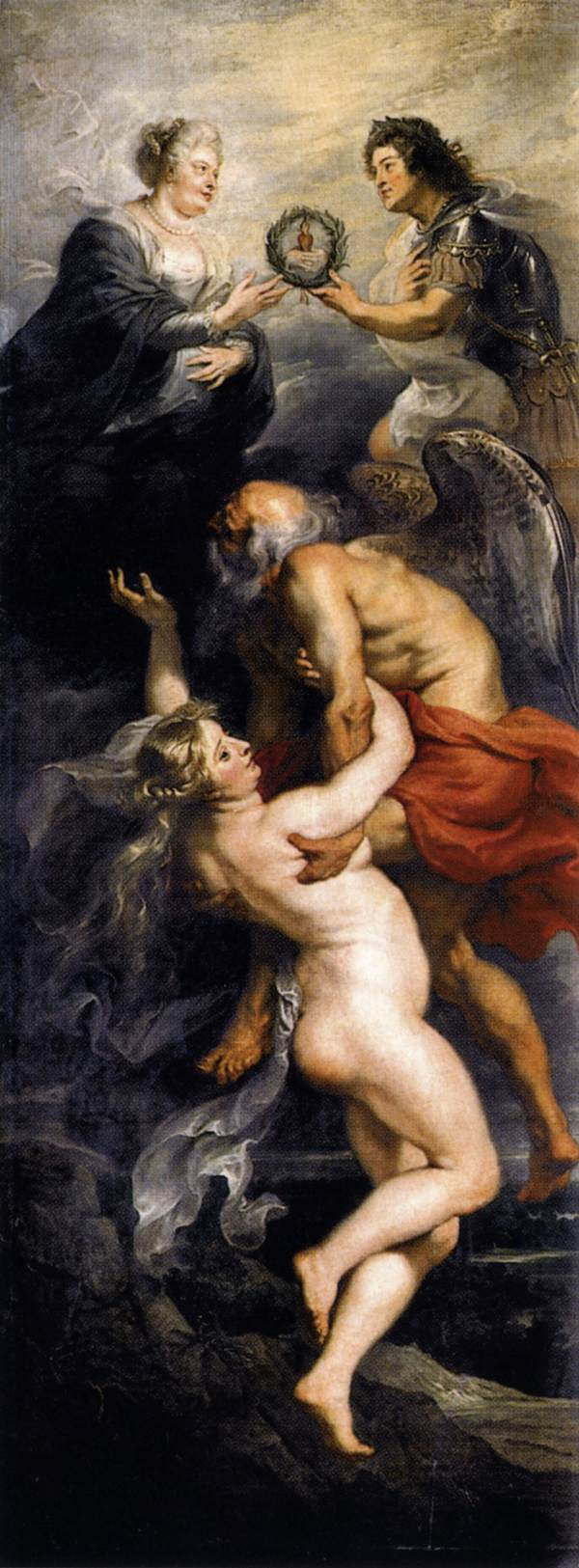
O Triunfo da Verdade

A última pintura da série, O Triunfo da Verdade, é uma representação puramente alegórica do rei Luís XIII e da sua mãe, a Rainha, reconciliando-se perante o céu. A rainha e Luís XIII são apresentados a flutuar no céu, ligados pelo símbolo da Concórdia, o que demonstra o perdão do filho e a paz que foi alcançada entre eles. Em baixo, Saturno/Tempo eleva a Verdade ao céu, o que simboliza a verdade a "vir ao de cima", bem como a reconciliação entre a Rainha e o seu Filho.
As ilustrações do Tempo e da Verdade ocupam quase 3/4 da tela na sua parte inferior. A parte superior da tela é preenchida com as imagens de Maria e do seu Filho, sendo a dela muito maior e assim ocupando muito mais espaço. O seu corpo maior e menos obscuro vira-se frontalmente no plano de imagem, o que salienta a importância dela. A sua importância é ainda mais realçada pela altura igual à do filho, o Rei. A imagem de Luís é parcialmente obscurecida pela Asa do Tempo, ajoelhando-se diante da rainha e apresentando-lhe o símbolo da amizade, ou seja, as mãos unidas e o coração flamejante dentro de uma coroa de louros. Em termos de composição, Rubens dá neste quadro maior importância à rainha através do uso de gestos e olhares. A Verdade gesticula em direção à Rainha, enquanto o Tempo olha de baixo para ela, ambas as figuras ignorando o Rei. Rubens com mestria projetou mãe e filho no futuro, descrevendo-os com mais idade e maduridade do que no quadro anterior, como se este fora A Paz é confirmada no Céu.
É neste ponto que o Série de Maria de Médici muda para o tema do reinado da rainha-mãe. Com a morte do ministro preferido de Luís, Charles de Luynes, mãe e filho reconciliam-se e Maria obtém a vitória final ao ser readmitida no Conselho de Estado em janeiro de 1622. A imagem representa assim o modo como o tempo revela a verdade relativamente à relação entre Marie e o seu filho.

### Os Retratos de Maria e dos seus Pais

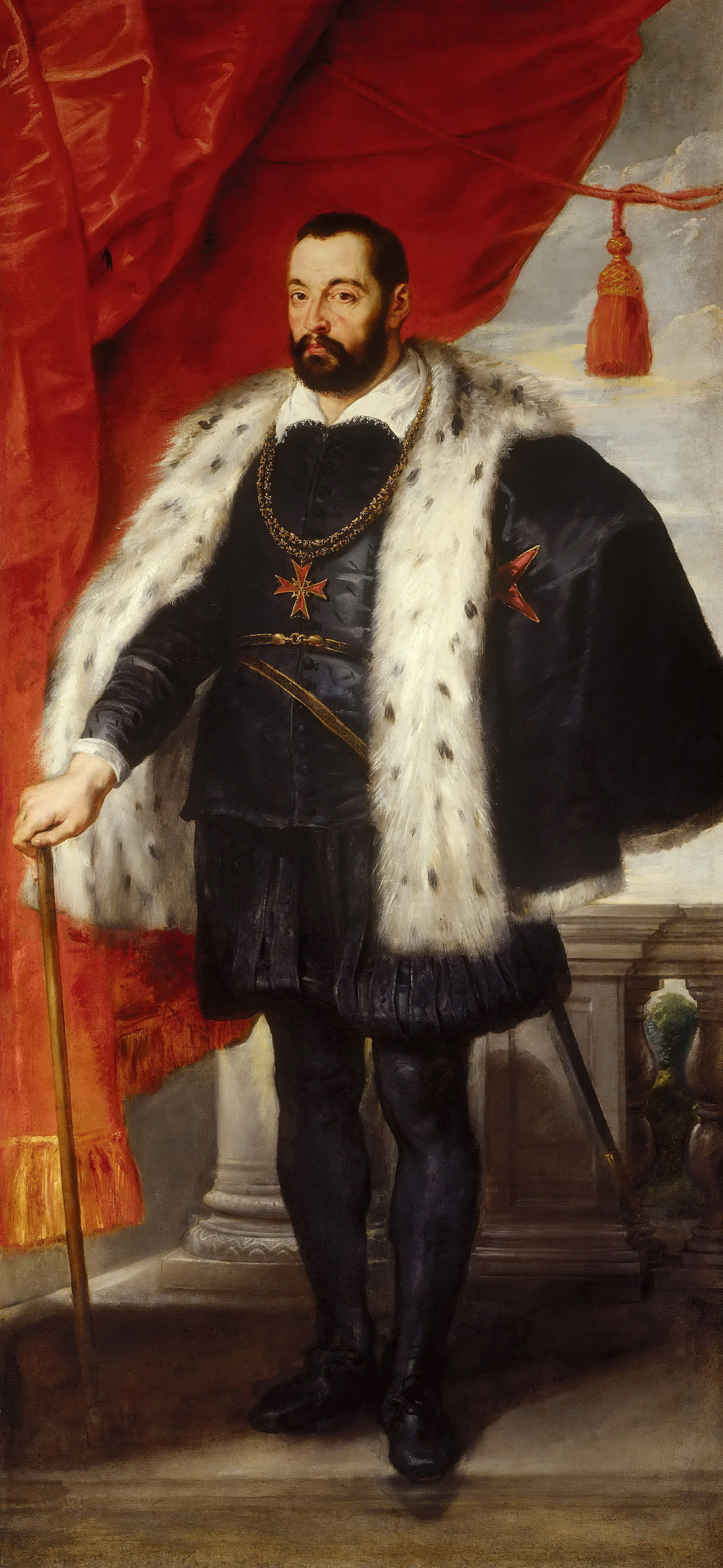
Retrato de Francisco I de Médici, Rubens, óleo sobre tela, 247 x 116 cm, localização desconhecida

As últimas três pinturas da série são retratos de Maria de Medici, do seu pai Francisco I de Médici e da sua mãe Joana da Áustria, tendo os retratos dos pais da rainha sido colocados em ambos os lados da lareira da galeria em frente do corredor de acesso aos aposentos privados de Maria de Médici.
Francisco I (1541-1587), o Grão-Duque da Toscana e filho de Cosmo I da Toscana, é mostrado usando uma capa forrada com arminho e tendo no peito uma cruz da Ordem de Santo Estêvão que o seu pai tinha fundado. O retrato da mãe de Maria de Medici (em Galeria) representa-a usando um vestido de pano de prata com bordados de ouro, mas sem elementos distintivos. Esta última obra inspirou-se numa pintura de Alessandro Allori que foi depois copiada por Giovanni Bizzelli. Rubens apreciava sem dúvida estas pinturas que o influenciaram na representação da mãe da rainha, e, surpreendentemente, a versão de Rubens é considerada menos notável do que os modelos originais.
No geral, este retrato de Joana da Áustria é o de uma mulher inexpressiva, tendo Rubens substituido a representação tradicional do século XVI de equilíbrio hierático por uma interpretação casual, em que a mãe de Maria usa um vestimento simples que parece dar-lhe um ar doente e fraco. Em contraste, não é conhecido nenhum modelo para o retrato do pai da rainha em que Rubens quis transmitir a aparência de autoridade das figuras históricas.
Os dois retratos dos pais de Maria são estilisticamente muito diferentes, mesmo comparando com os restantes quadros da série, nomeadamente com o retrato de Maria, relativamente aos quais saem a perder. Havendo imensas figuras alegóricas na maior parte das outras obras, os dois retratos dos pais da rainha têm uma composição simples e foram executados de maneira clássica.

## Série de Henrique IV
A encomenda original para a série de Maria de Médici incluía uma galeria correspondente ilustrativa da vida de Henrique IV que nunca foi concluída, embora Rubens tenha começado a obra logo depois de ter completado a série de Marie de Médici. A série de Henrique deveria ter vinte e quatro cenas monumentais da sua vida descrevendo "os encontros em que foi envolvido, os suas combates, conquistas e cercos de cidades com os Triunfos das ditas vitórias." As alas separadas de Maria e Henrique foram concebidas para se ligarem numa arcada que uniria as duas galerias. As pinturas de cada série seriam expostas de modo a constituir um par integrado, unificando todos os quarenta e oito quadros.
Parece que Rubens não fez quaisquer esboços para a série de Henrique IV enquanto esteve envolvido com o primeiro conjunto de quadros. Numa carta o artista descreve o tema como sendo "tão amplo e magnífico que seria suficiente para dez galerias". Referiu noutro escrito de 1628 que não se dedicou a efectuar esboços antes desta data. Dos esboços a óleo executados por ele mais tarde, apenas nove sobreviveram, bem como cinco grandes telas inacabadas. A maior parte dos esboços representam batalhas reais em que Henrique esteve envolvido, como A captura de Paris.

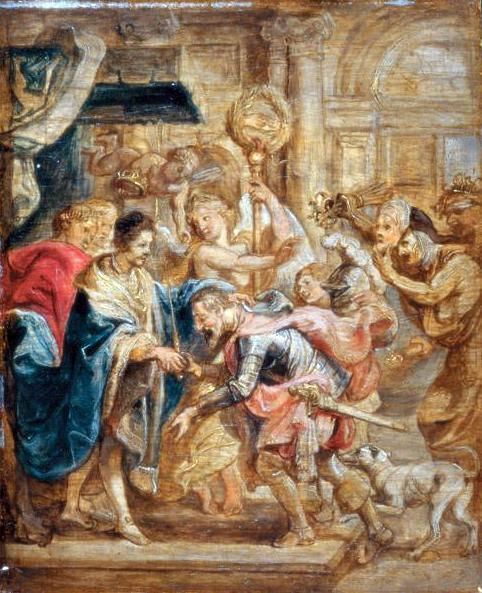
A Reconciliação do rei Henrique III e Henrique de Navarra (esboço), Rubens

É importante notar que as razões para o não acabamento da série de Henrique IV teve a ver com os acontecimentos políticos da época. Maria de Médici foi banida de Paris em 1631 quando o Cardeal de Richelieu ganhou o favoritismo de Luís XIII. Consequentemente, o projeto foi abandonado totalmente devido ao adiamento sucessivo da aprovação do plano da galeria pela corte francesa. Richelieu, que tinha então o controle total sobre a série de pinturas, recusou-se a falar com Rubens sobre a conclusão da série com base na falsidade de que ele estava a tratar de assuntos do Estado. As verdadeiras motivações de Richelieu foram muito provavelmente políticas. Durante algum tempo, Rubens esteve em Madrid a preparar uma missão diplomática a Londres, trabalhando na aproximação entre Espanha e Inglaterra. Estar o artista associado a facções políticas opostas foi o motivo da objeção de Richelieu. Este esteve procurando activamente um artista italiano para substituir Rubens, do que resultou ter Rubens apenas esporadicamente continuado esta sua obra. Após o banimento de Maria em 1631, o projeto foi completamente abandonado, o que contradiz o optimismo de Rubens sobre o prosseguimento do projeto e dos seus efeitos sobre a sua carreira; "Comecei agora os desenhos da outra galeria que, em meu juízo, devido à natureza do assunto será provavelmente mais grandiosa do que a primeira, pelo que espero ganhar [em reputação], em vez de perder."
Um esboço importante do que poderia ter sido uma das pinturas da série é a chamada Reconciliação do rei Henrique III e Henrique de Navarra - um evento significativo para a ascensão de Henrique IV ao trono. Após a morte do duque de Anjou, irmão do rei sem filhos Henrique III, o herdeiro imediato passou a ser Henrique de Navarra (o futuro rei Henrique IV). No entanto, quando uma bula papal lhe negou o direito ao trono e o excomungou, Henrique de Navarra revoltou-se dando início à Guerra dos Três Henriques. Quando também foi condenado ao ostracismo de Paris por participar no assassinato do duque de Guise, Henrique III reuniu-se com Henrique de Navarra para fazer a paz e reconhecê-lo como herdeiro legítimo. Embora Rubens a tenha representado como tendo tido lugar numa sala do trono, relatos contemporâneos indicam que esta reconciliação ocorreu realmente num jardim cheio de espectadores. O esboço mostra Henrique de Navarra curvando-se na presença de Henrique III, o que testemunhas oculares confirmam como tendo acontecido. Rubens colocou um putto suportando a coroa de Henrique III, com a intenção de a colocar sobre o futuro Henrique IV, embora a transferência efectiva de poder só ocorresse vários meses mais tarde após o assassinato de Henrique III a 1 de agosto de 1589. Um pajem está atrás de Henrique de Navarra segurando o seu distintivo pessoal: um capacete branco emplumado, enquanto o cão a seus pés representa fidelidade. As duas figuras sinistras por trás de Henrique III representam, provavelmente, personificações da Fraude e da Discórdia.
A série de Henrique IV foi planeada para ser composta de quadros sobre a carreira militar do rei. A violência dessas imagens contrastaria nitidamente com a relativa paz e ambientes sumptuosos dos quadros da série de Maria de Médici. A Batalha de Ivry na parede leste da galeria seria um quadro sobre a mais decisiva batalha de Henrique para unificar a cidade de Paris. Em tons principalmente cinzas, o esboço mostra o rei em veludo carmesim para se destacar na "mais famosa de todas as batalhas de Henrique IV", estando ao centro da cena empunhando uma espada flamejante. O seu exército vitorioso avança caoticamente atrás dele com cavalos empinados e cavaleiros a cair. Esta pintura corresponderia à da Coroação na série de Maria de Médici.

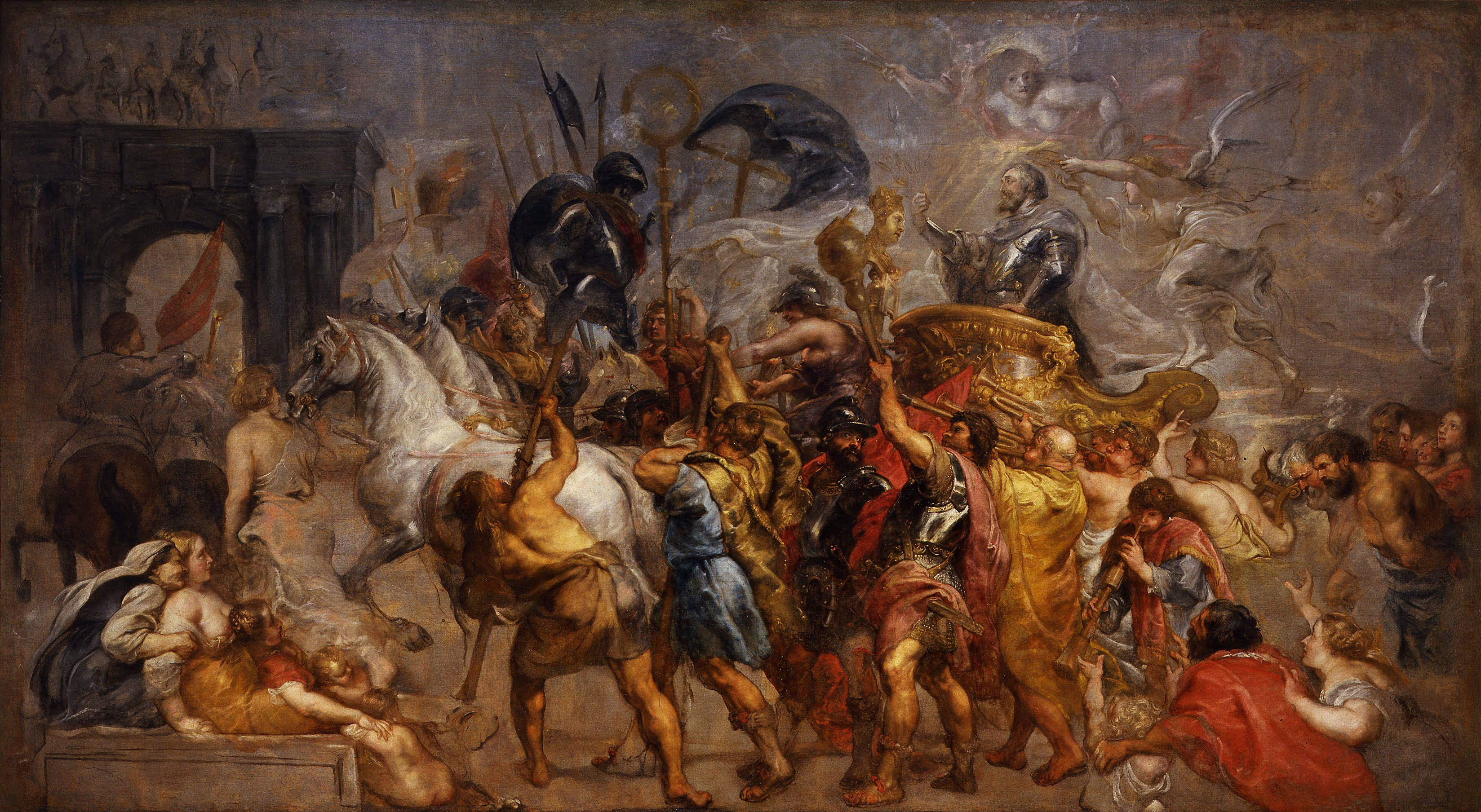
Entrada Triunfal de Henrique IV em Paris (inacabado, 1627-30), Peter Paul Rubens, óleo sobre tela, 380 cm x 692 cm, Galleria degli Uffizi, Florença

A Entrada Triunfal em Paris (em Galeria) seria o ponto culminante da parte Norte da galeria. Sendo a última grande batalha que o rei travou, tinha a localização ideal. Rubens queria que estivesse no final da galeria como quadro "grande e importante", estando em estado avançado de execução. A pintura mostrava Henrique a desfilar em Paris como um imperador romano vitorioso segurando um ramo de oliveira, o símbolo da paz. No entanto, dado que realmente Henrique nunca entrou em Paris desta forma, é suposto a cena representar apenas uma vitória simbólica. A ação e enquadramento de Henrique (os edifícios e um arco triunfal) não eram realmente possíveis em Paris naquela época, o que faz com que a cena não fosse baseada em fatos históricos, sendo antes uma metáfora clássica e o objectivo de Henrique de permanecer rei da França. Esta pintura coincidiria com a Apoteose e Ascendência no ciclo de Maria.
A Clemência de Henrique em Paris corresponde à cena de paz no Olimpo na série de Maria, sendo a paz de Henrique terrena como a de Maria era celestial. A pintura, a colocar na parede ocidental da galeria, descreve cenas posteriores à captura de Paris. O exército de Henrique expulsa os rebeldes para fora de Paris, empurrando-os sobre uma ponte para o rio. No canto esquerdo, no entanto, o próprio novo governante considera a concessão de clemência com alguns assessores.

## Galeria

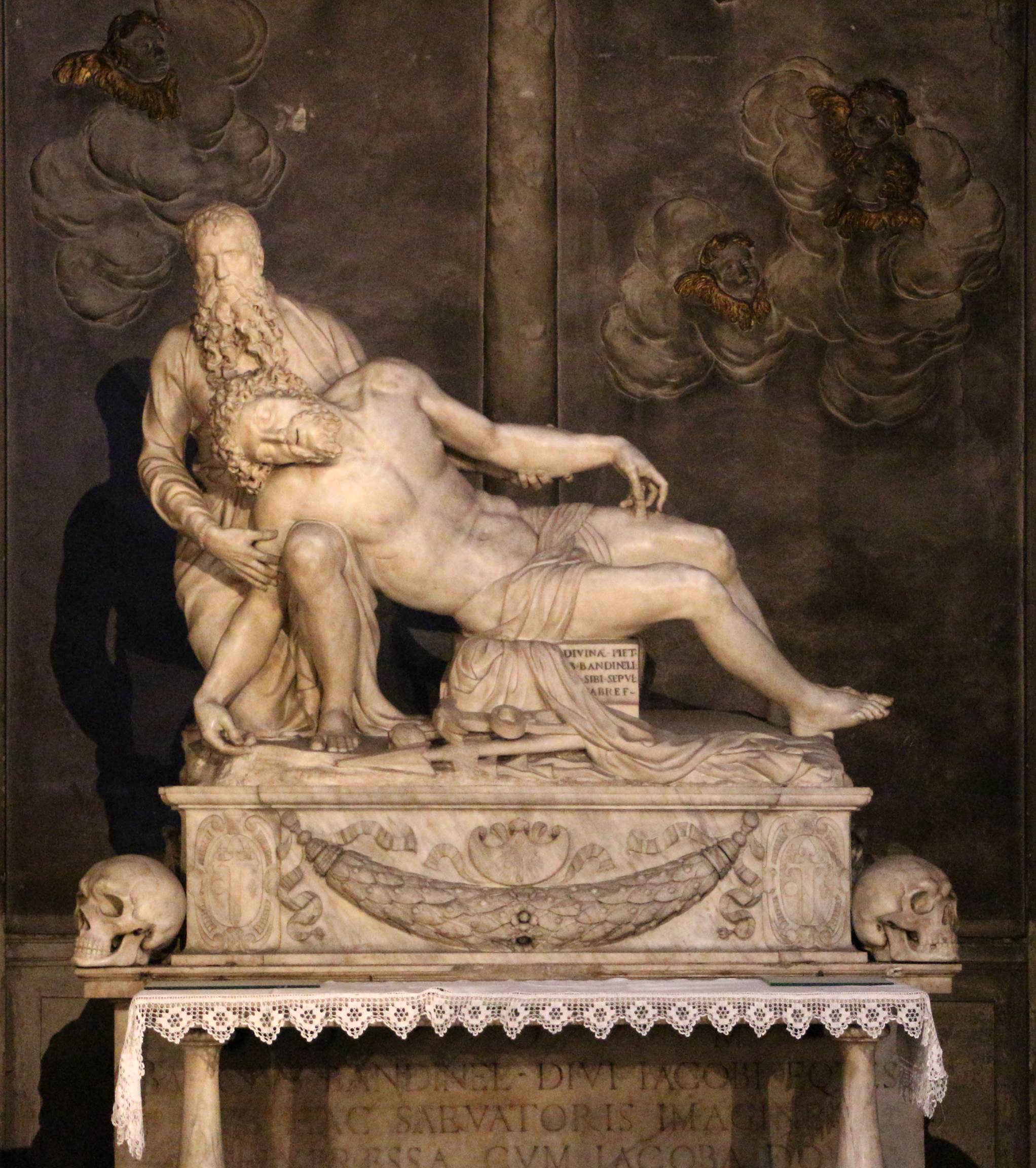
Pietá, de Baccio Bandinelli, na Basilica della Santissima Annunziata, Florença.
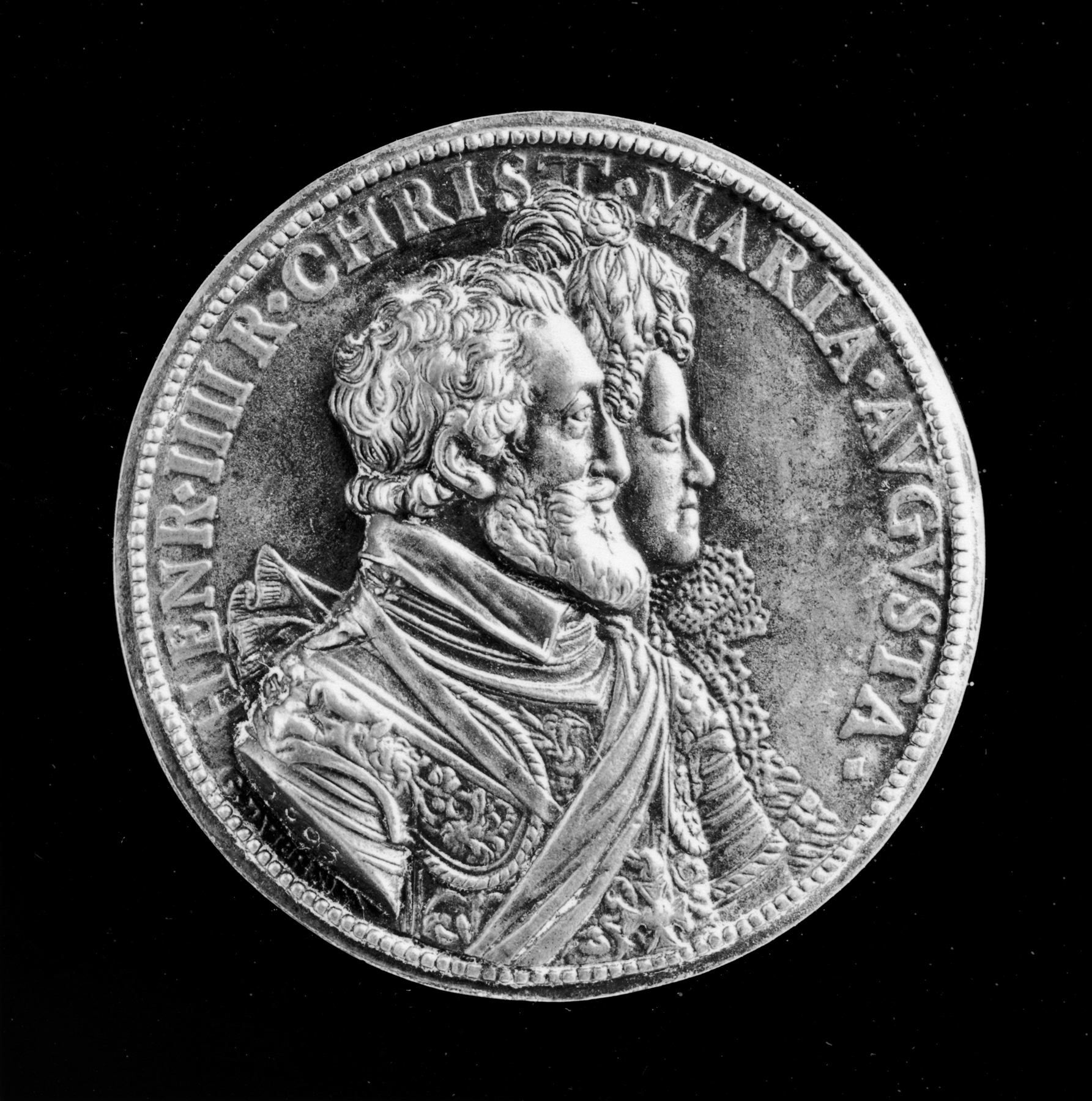
Portrait of Henry IV and Marie de' Medici (1603), Guillaume Dupré, Medalha.
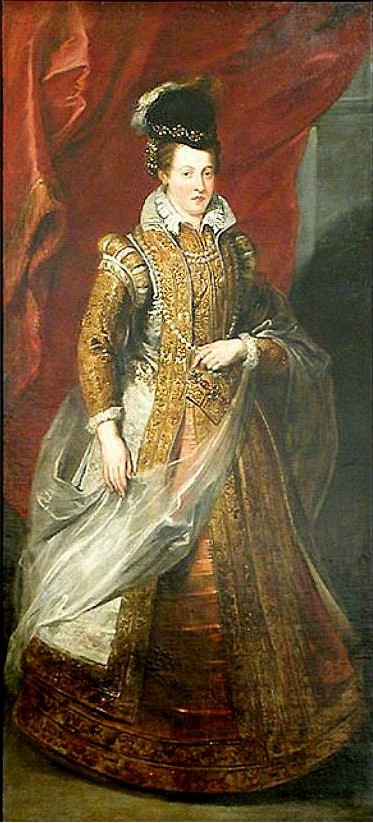
Retrato de Joana de Áustria (1621-25), Peter Paul Rubens, óleo sobre tela, 247 × 116 cm, Museu do Louvre, Paris